# Armada de Rusia

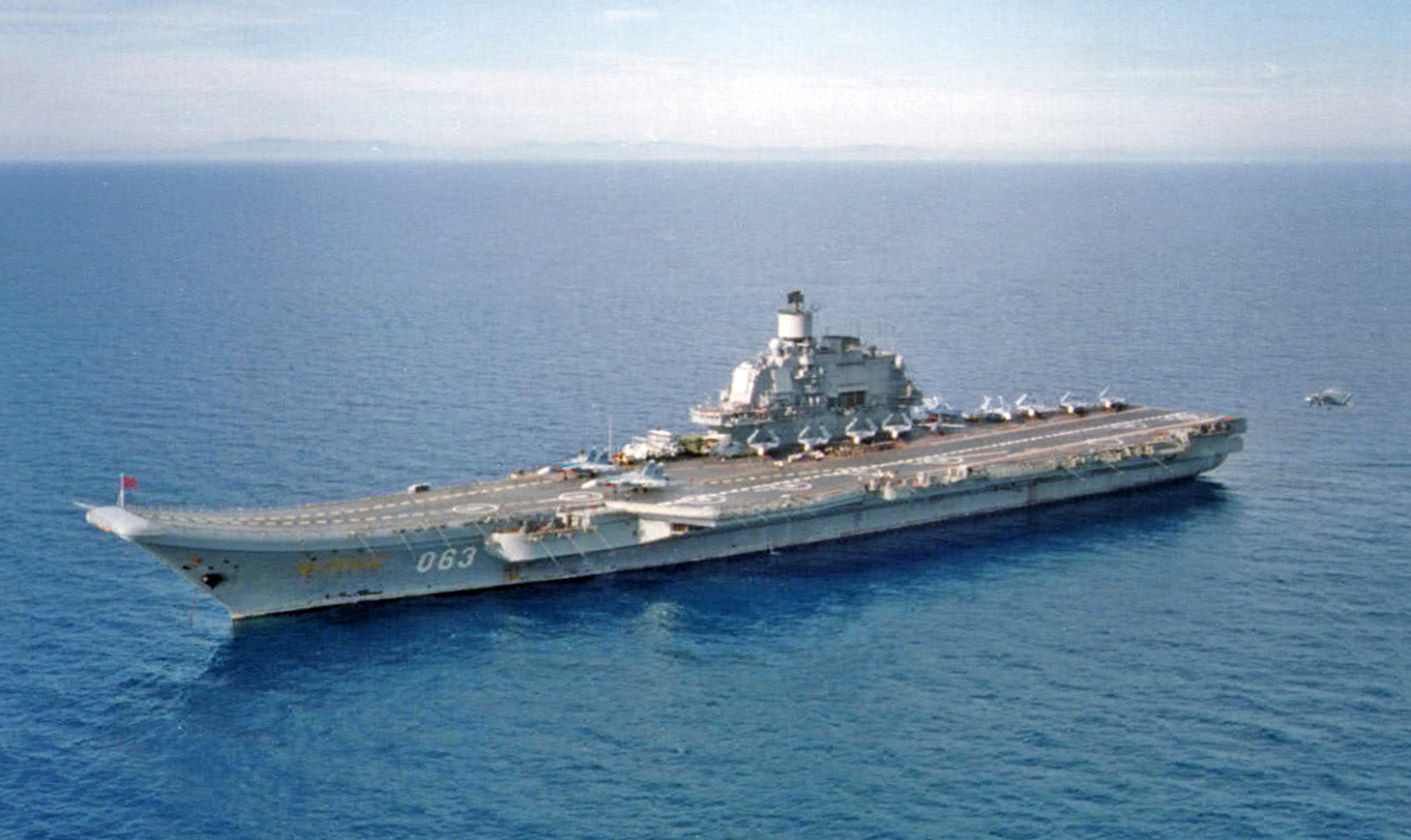
El portaaviones Almirante Kuznetsov, buque insignia de la Armada de Rusia que forma parte de la Flota del Mar del Norte.

La Armada de Rusia (en ruso: Военно-морской флот (ВМФ); tr.: Voyenno-morskóy flot (VMF); lit.: 'Flota Marítima Militar') es la rama naval de las Fuerzas Armadas de la Federación Rusa. La designación internacional de los barcos rusos es BFR, 'Barcos de la Federación de Rusia'.
La actual flota Rusa fue formada después de la disolución de la Unión Soviética al final de la Guerra Fría en 1991. Rusia posee la mayoría de las fuerzas navales de la Armada Soviética y está compuesta por la Flota del Norte, Flota del Pacífico, Flota del Mar Negro, Flota del Báltico, Flotilla del Mar Caspio, Aviación Naval, Infantería Naval y Artillería Costera.

## Historia

### Orígenes
La fundación de la Armada de Rusia se le atribuye a Pedro el Grande en octubre de 1696, a él se le atribuye la cita  "Un gobernante que tiene un ejército tienen una mano, pero el que tiene una armada tiene ambas".
Los antecedentes de la Armada Imperial Rusa se remontan a los siglos IV y VI, periodo en que se constituyeron las primeras flotillas eslavas compuestas por veleros y botes de remos que podían navegar en ríos y aguas poco profundas. Luego, en el siglo IX la Flotilla de Rus de Kiev, patrullaba las rutas comerciales de Constantinopla. Sin embargo, las acciones más relevantes de la primitiva flota de Rusia ocurrieron entre los siglos XI y XII, cuando los cosacos llevaron a cabo acciones militares contra el Imperio otomano y el Kanato de Crimea. En dichas acciones fueron usados veleros y botes de remos a los cuales los cosacos llamaban "strugs". Estros barcos transportaban hasta 80 soldados cosacos, durante esos años los cosacos acumularon Flotillas de barcos que constaban de entre 80 y 100 barcos. El estado ruso centralizado había estado luchando por su propio acceso al Mar Báltico, el Mar Negro y el Mar de Azov desde el siglo XVII. A finales de ese siglo, los rusos habían acumulado una valiosa experiencia en el uso de barcos fluviales junto con las fuerzas terrestres.
En 1636, durante el gobierno del zar Miguel I, se construyó el primer barco de tres mástiles en Rusia. Fue construido en Balajna por constructores navales daneses de Holstein con un diseño europeo, dicho barco fue bautizado como Frederick y marcó un punto de inflexión en la industria naval de Rusia, pues ahora su flota no estaba confinada a aguas pocos profundas y tenía mayor capacidad de proyección.  En 1667-69, los rusos intentaron construir barcos navales en una aldea de Dedinovo a orillas del río Oká con el fin de defender las rutas comerciales a lo largo del río Volga, que conducían al mar Caspio. En 1668, construyeron un barco de 26 cañones, el Oriol (Орёл, o "águila"), un yate, un bote con mástil y bauprés y algunos botes de remos.

### Armada Imperial
La Armada Imperial Rusa, fue creada por órdenes del zar Pedro I el Grande, durante la Campañas de Azov entre 1695 y 1696 contra el Imperio Otomano, los rusos usaron 1,300 barcos strugs, 23 Galeras y 2 buques de guerra: después de la Toma de Azov, el alto mando militar comprendió la importancia de una armada moderna y bien equipada para una guerra exitosa, por lo que, el 20 de octubre de 1696, la Duma Boyarda adoptó un decreto a petición del zar sobre la construcción de una armada regular.
Al principio de su reinado, Pedro I realizó una gira por Europa Occidental, Inglaterra y los Países Bajos. En los Países Bajos, se familiarizó con el trabajo de los matemáticos Hans Gouda, Dirk Raven y Hans Isbrandtsen Hoogzaat, lo que despertó su entusiasmo por el valor de las matemáticas. Un resultado importante de esta gira fue la contratación de un gran número de especialistas extranjeros de diversos conocimientos, incluidos los matemáticos. Entre los contratados estaba Henry (o Harry) Fargwarson, llamado en Rusia Andréi Danílovich Farvarson o Farjvarson (Андрей Данилович Фарварсон о Фархварсон, 1675–1739), que había enseñado matemáticas y astronomía en la Universidad de Aberdeen y fue recomendado por Halley y Jacob Daniel Bruce (1670 –1735), mientras que John Colson fue contratado para enseñar matemáticas. La tarea de Fargwarson en Rusia era crear y administrar una Escuela de Matemáticas y Navegación. Fue bajo la guía de Farquharson que él y el zar Pedro escribieron el plan de estudios de matemáticas para la nueva escuela. Lo acompañaron Stephen Gwyn (1684–1720) y Richard Grice (1682–1709), graduados de la Royal Mathematical School de Inglaterra.

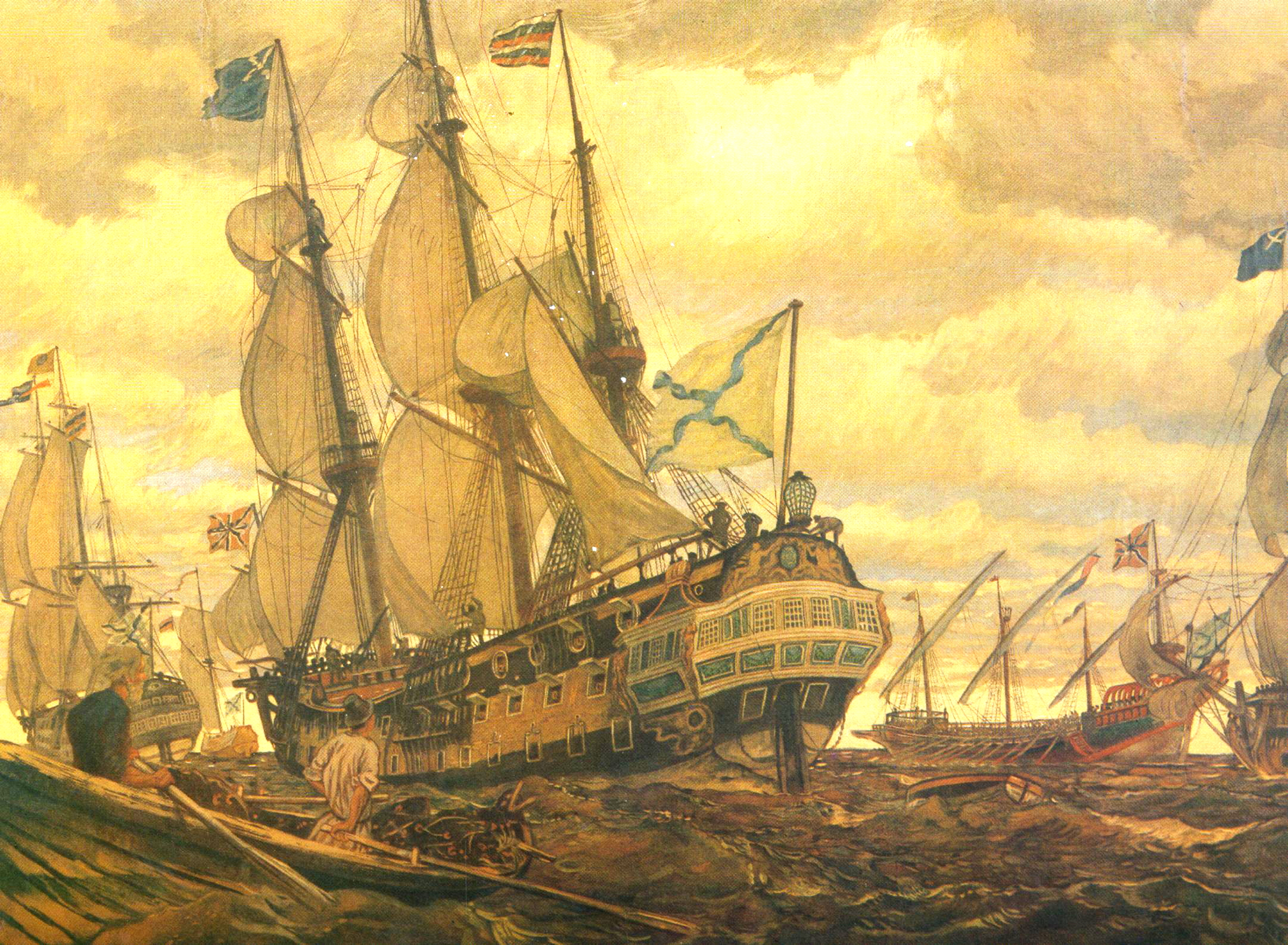
La Armada de Pedro el Grande, por Eugene Lanceray.

Durante la Guerra del Norte de 1700 a 1721, los rusos construyeron la ciudad de San Petersburgo junto con la Flota del Báltico. Entre 1703-1723, la base principal de la flota báltica se encontraba en San Petersburgo y luego en Kronstadt. Más tarde se establecieron otras bases en Víborg], Helsingfors (actual Helsinki), Revel (ahora Tallin) y Åbo. Al principio, el Vladímirski Prikaz (Prikaz de Vladímir) estaba a cargo de la construcción naval. Más tarde, estas funciones fueron transferidas al Almirantazgo ruso.
En 1770, la Armada Imperial de Rusia obtuvo la supremacía del Mar Egeo al destruir la Flota Otomana en la batalla de Chesma la cual tuvo lugar del 5 al 7 de julio de 1770. Después de avanzar al Danubio, los rusos formaron la Flotilla Militar del Danubio con el propósito de proteger el estuario del Danubio de los turcos y llegaron en 1771 como invitados a Dubrovnik en la República de Ragusa. El caviar de beluga del Danubio era famoso y los comerciantes de la República de Ragusa dominaban el negocio de importación y exportación en Serbia con la Monarquía de los Habsburgo. La Armada rusa capturó en 1780 dos buques de carga británicos, su cargamento era de cáñamo y hierro.
Durante las guerras ruso-otomanas bajo el mandato de Catalina la Grande, se estableció la Flota del Mar Negro con sede en Sebastopol en 1783. Fue durante este período en que los barcos rusos empezaron a incursionar más frecuentemente en el Mediterráneo. 
Durante la expedición mediterránea de 1799, Fiódor Ushakov forjó por sí solo la República de las Islas Jónicas, procediendo a despejar el Corfú y todas las islas Jónicas del dominio francés. Su escuadrón bloqueó las bases francesas en Italia, especialmente Génova y Ancona, y asaltó con éxito Nápoles y Roma. Fiódor Ushakov, proclamado santo patrón de la Armada rusa en el siglo XXI, fue sucedido por Dimitri Siniavin, quien reafirmó el control ruso del sur del Adriático, interrumpió el comercio marítimo de Dubrovnik y destruyó la flota otomana en la batalla de Athos (1807). Entre 1803 y 1855, los marineros rusos realizaron más de 40 circunnavegaciones y viajes lejanos, que desempeñaron un papel importante en la exploración del Lejano Oriente y culminaron con el descubrimiento de la Antártida por Fabian Gottlieb von Bellingshausen.
A pesar de estos triunfos, el lento desarrollo tecnológico y económico de Rusia durante la primera mitad del siglo XIX, a comparación de las otras potencias mundiales, hizo que Rusia se quedara rezagada en el ámbito de la construcción de barcos de vapor. Fue en 1826 que los rusos construyeron su primer barco de vapor armado, el Izhora. Al estallar la Guerra de Crimea en 1853, los barcos de vapor eran pocos y predominaban los veleros. A pesar de las victorias iniciales de Rusia en la guerra como la Batalla de Sinope, al ser inutilizada la Flota Otomana en el Mar Negro, cediendo de esta manera la hegemonía naval a Rusia; sin embargo la intervención de Francia y el Imperio Británico cambió la balanza de poder en favor de los otomanos, a pesar del empleo de minas marinas en el Mar Negro, y de atrincherarse fuertemente en sus fortalezas de Sebastopol y repeliendo a franceses y británicos en Petropávlovsk, aun así la superioridad de las fuerzas combinadas del Imperio Otomano, Francia, Cerdeña y Reino Unido era abrumadora, por lo que la guarnición de Sebastopol se rindió el 9 de septiembre de 1855, pero solo después de que los rusos hundieron sus barcos para evitar el uso externo del puerto. De conformidad con el Tratado de París, Rusia perdió su derecho a tener una flota militar en el Mar Negro.
Como consecuencia la Flota de navegación rusa cayo en decadencia y fue reemplazada por barcos de vapor, los primeros barcos de este tipo fueron la cañonera blindada Ópyt de 1861 y el Ironclad Piotr Veliki en 1872. El 16 de enero de 1877, el almirante Stepán Makárov se convirtió en el primero en lanzar torpedos desde un barco en combate. También propuso la idea y supervisó la construcción del primer rompehielos oceánico del mundo, el " Yermak " , el cual fue puesto a su mando en dos expediciones árticas en 1899 y 1901. Aproximadamente al mismo tiempo, Alekséi Krylov elaboró la teoría moderna de la capacidad de inundación.

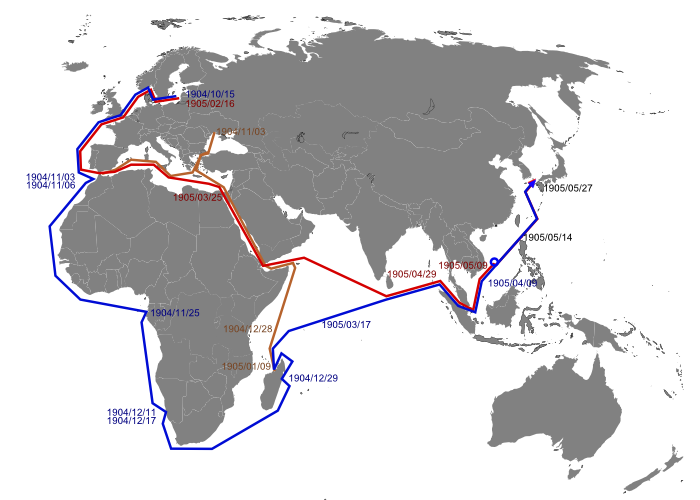
El largo recorrido de la flota rusa desde el mar Báltico hasta Tsushima.

La Armada rusa fue considerada la tercera más fuerte del mundo en vísperas de la guerra ruso-japonesa, que resultó ser una catástrofe para el ejército ruso en general y la Armada rusa en particular. Los rusos fueron derrotados por los japoneses el 10 de agosto de 1904 en la batalla del mar Amarillo donde si bien los rusos lograron hacer frente a la escuadra naval japonesa y las bajas en ambos bandos fueron equiparables, la flota rusa de Port Arthur  no cumplió su objetivo de salir de los a mar abierto y unirse con los buques de guerra de Vladivostok, perdiendo la iniciativa estratégica al no cumplir su objetivo, cabe destacar que fue la primera vez en la guerra que las minas se utilizaron con fines ofensivos.  El año siguiente sobrevino la Batalla de Tsushima, librada entre el 27 y 28 de mayo de 1905 en donde la armada del zar fue estrepitosamente derrotada al ser hundidos 21 buques de guerra, 7 fueron capturados y 6 quedaron inutilizados; muchos de los barcos de la Flota del Báltico enviados al Extremo Oriente ruso para paliar las pérdidas de la Flota del Pacífico se perdieron en esa batalla.
Poco después de la guerra, Rusia dedicó una parte importante de sus gastos militares a un ambicioso programa de construcción naval destinado a reemplazar los buques de guerra perdidos con acorazados modernos. Durante la Primera Guerra Mundial, las flotas jugaron un papel limitado en el Frente Oriental, debido al extenso uso de minas marinas en torno a los puertos en ambos lados. La Flota del Mar Negro logró minar el Bósforo, evitando así que la Flota Otomana ingresará al Mar Negro. Después de que la revolución obligó a Rusia a abandonar la guerra, la Flota Báltica fue evacuada de Helsinki y Tallin a Kronstadt durante el Crucero de Hielo de la Flota Báltica; y muchos de los barcos de la Flota rusa del Mar Negro, formaron parte de la Armada de Wrangel y encontraron su último refugio en el puerto de Bizerta, en Túnez.

### SigloXX
En su mayor parte, los marineros rusos dieron la bienvenida a la Revolución Rusa de 1917, en la que participaron. Anteriormente, en 1905, los marineros del acorazado imperial ruso Potemkin, de la Flota del Mar Negro, se rebelaron, apoderándose del buque entre el 27 de junio y el 7 de julio de 1905, período en el cual apoyaron la huelga general en Odesa, bombardeando la ciudad en una ocasión, luego de múltiples intentos de la Armada Imperial de recuperar el buque los marineros amotinados, ya escasos de comida y carbón, luego de haber perdido a muchos marineros en un intento de robar suministros en Feodosia, en donde fueron emboscados por la guarnición local, finalmente se rindieron el la ciudad de Constanza (Rumania) no sin antes hundir el acorazado, el cual fue reflotado sin problemas posteriormente. En 1906, los soldados rebeldes tomaron el control de algunas fortificaciones costeras de Helsinki durante los eventos conocidos como la rebelión de Sveaborg, que posteriormente fue sofocada, luego de los bombardeos de los barcos de la Flota Báltica que permanecieron leales al gobierno zarista. El primer barco de la Armada Soviética podría considerarse el crucero rebelde Aurora, cuyo disparo en el blanco de su arma de proa señaló el inicio de la Gran Revolución de Octubre, según la narrativa soviética. En marzo de 1921, los marineros de Kronstadt se rebelaron contra los bolcheviques en la conocida como Rebelión de Kronstadt, exigiendo libertad de expresión y el cierre de los campos de concentración, pero León Trotski reprimió implacablemente esta rebelión tardía.

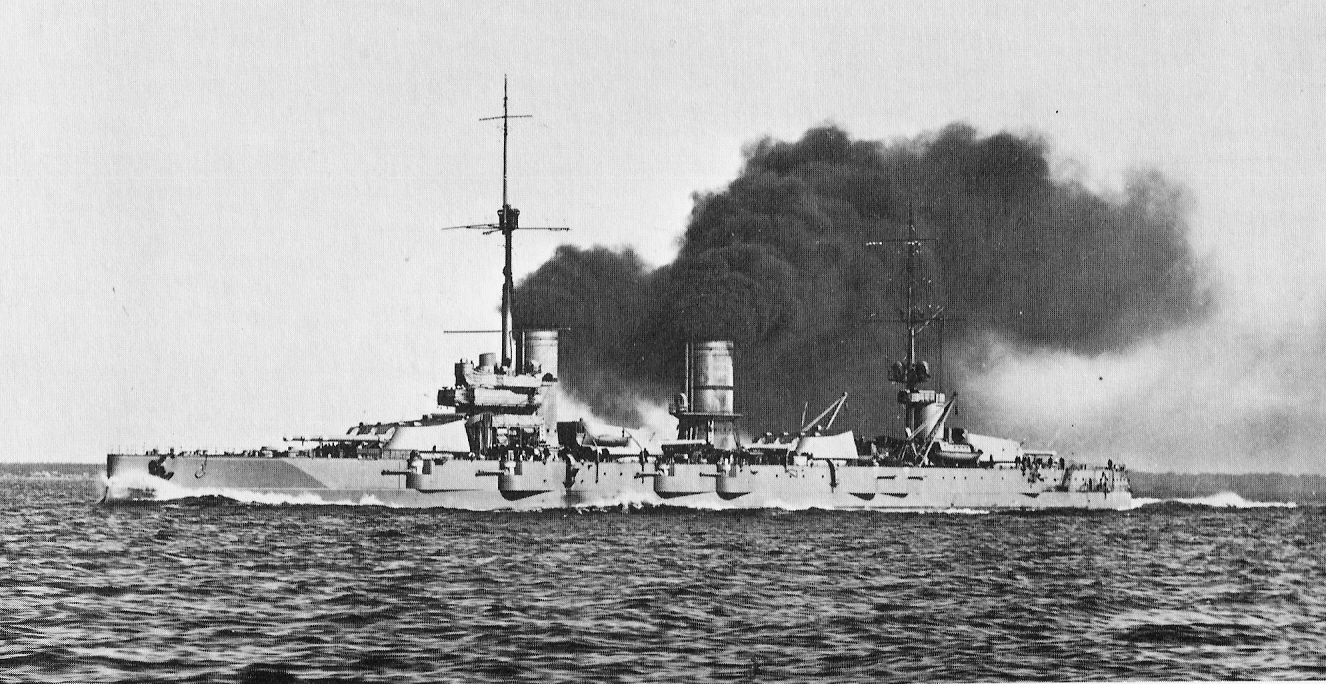
Acorazado Clase Gangut, Poltava, usado por la Armada Soviética durante la Segunda Guerra Mundial.

La joven Armada Soviética estaba mermada, por lo que se inició un lento proceso de reconstrucción naval que no se aceleró hasta 1930 con los planes quinquenales de Stalin; sin embargo dicho rearme no logró concretarse antes de 1941 para el inicio de la Segunda Guerra Mundial; en vísperas de la Operación Barbarroja, la Armada Soviética estaba compuesta por 4 acorazados clase Gangut, 6 cruceros Clase Kírov, 5 cruceros ligeros, 70 destructores y 245 submarinos, siendo en ese entonces la flota de submarinos soviética la más grande del mundo, a esto se le sumaba numerosos barcos auxiliares, lanchas torpederas, cañoneras, dragaminas y barcazas armadas que la Unión Soviética produciría en masa durante el conflicto.
La Armada Soviética era débil en comparación a la de sus adversarios del eje, por lo que se limitó a operaciones defensivas cerca de la relativa seguridad de la costa, con excepción de algunas incursiones submarinas, por tal motivo el 85% de las municiones de artillería naval fue empleado contra objetivos costeros y el 40% de las incursiones de la aviación naval fue para atacar a las fuerzas terrestres. Desafortunadamente, gran parte de la flota soviética en el Mar Báltico fue bloqueada en Leningrado y Kronstadt por los campos minados finlandeses y alemanes durante los años 1941-1944 y fue mutilada por las minas y los ataques aéreos, sin embargo, se llevaron a cabo numerosas salidas por parte de botes de ataque y submarinos. En el Mar Negro con la pérdida de la base naval principal, Sebastopol, y las acciones efectivas de la aviación del eje, así como los campos minados, la efectividad de los grandes buques de superficie fue limitada. La Flota del Norte, compuesta principalmente por destructores (clase Novik de la Primera Guerra Mundial y buques de diseño 7 y 7U más modernos), desempeñó un papel de vital importancia en la defensa antiaérea y antisubmarina de los convoyes aliados que se dirigían al puerto ártico de Múrmansk.
Sin embargo ni la Alemania nacional-socialista, ni ninguno de sus aliados del eje explotaron su ventaja naval, por lo que los resultados de la Gran Guerra Patria se decidieron en grandes batallas terrestres, debido a este motivo las acciones de la Armada Soviética se subordinaron a los intereses y resultados de las operaciones en tierra.
Durante la Guerra Fría, la Unión Soviética le dio muchas tareas diversas a su Armada para complementar la tríada nuclear. La Armada tenía que destruir los submarinos balísticos de los Estados Unidos y los grupos de batalla de los portaaviones de la OTAN y asistir a las fuerzas de tierra en las operaciones terrestres. El complejo militar-industrial ruso fue rápido en facilitar todo tipo de misiles a la Armada, y se volvió un emblema que la mayoría de los barcos de superficie rusos portaran misiles antibuque de gran tamaño. Los barcos que poseen un gran número de misiles antibuque de la Armada son los cruceros de la Clase Kírov y Clase Slava. El primer gran portaaviones de la Armada fue puesto en servicio a finales de 1990, es el Almirante Kuznetsov.

### Actualidad

Infografía de buques militares rusos.

La disolución de la Unión Soviética trajo un severo descenso en los barcos activos. La Armada tenía muchos barcos poco prácticos, lo cual elevó el número de barcos en servicio durante la Unión Soviética a cerca de 250 tipos diferentes. Los portaaviones de la clase Kiev fueron retirados prematuramente debido a que el astillero de Mykolaiv para darles servicio se encontraba ahora en la nueva república de Ucrania.
Los astilleros perdieron su rapidez: en 2003 se informó de que un submarino Clase Akula, el SSN Nerpa, llevaba en construcción más de 15 años. El puerto de Múrmansk se fue llenando de submarinos a punto de ser dados de baja y se convirtió en un lugar de riesgo de catástrofe nuclear según la Fundación Bellona de Noruega. La parte que más sufrió con la disolución de la Unión Soviética fue la aviación naval, que de unos 1100 aviones estimados terminó en 2006 con sólo 270 y con un tiempo de vuelo promedio de sólo 21,7 horas. Sin embargo con la recuperación económica de Rusia y el programa de modernización de las Fuerzas Armadas implementado por el gobierno ruso, a día de hoy esa situación se ha revertido y la aviación naval cuenta con 417 aeronaves mientras que los pilotos de la aviación naval acumulan más de 110 horas de vuelo como promedio, de igual manera los astilleros recuperaron la agilidad entregando submarinos y buques de manera constante para asegurar la presencia permanente de la Armada de Rusia en aguas internacionales, asimismo la industria armamentística ha facilitado todo tipo de armas y equipos de alta tecnología para equipar las nuevas unidades navales de Rusia.
La pérdida del submarino K-141 Kursk, durante unos ejercicios realizados en el Ártico ruso, fue una de las grandes tragedias de la Armada rusa.
El núcleo actual de buques de guerra de la Armada de Rusia lo conforman:  
| Buques                | Cantidad | Notas |
| --------------------- | -------- | --- |
| Portaaviones          | 1        | Actualmente en modernización y pronta vuelta al servicio                                                                                                 |
| Cruceros              | 4        | 2 clase Slava y 2 clase kirov (1 en proceso de modernización)                                                                                            |
| Destructores          | 13       | 9 clase Udaloy, 4 clase Sovremenny |
| Fragatas              | 12       | 2 clase Neustrashimy, 2 clase Krivak, 2 clase Gepard, 3 clase Gorshkov, 3 Clase Grigorovich                                                              |
| Corbetas              | 79       | Rusia dispone de una gran cantidad de corbetas de misiles guiados. Siendo las más modernas las de la clase Karakurt, Clase Buyan M y Clase Steregushchiy |
| Submarinos            | 71       | Entre nucleares balísticos, nucleares de ataque y de propulsión diésel eléctrica.                                                                        |
| Dragaminas            | 45       | |
| Patrulleros           | 41       | |
| Buques de desembarco  | 20       | |
| Lanchas de desembarco | 34       | |
| Total                 | 320      | |

La Armada de Rusia también cuenta con decenas de buques auxiliares y de logística, desplazando un total de 1,2 millones de toneladas, lo cual convierte a la Armada de Rusia es la tercera con mayor desplazamiento a nivel mundial por detrás de la Armada de Estados Unidos y superior a la Royal Navy y a la Armada de guerra China.

### Futuro

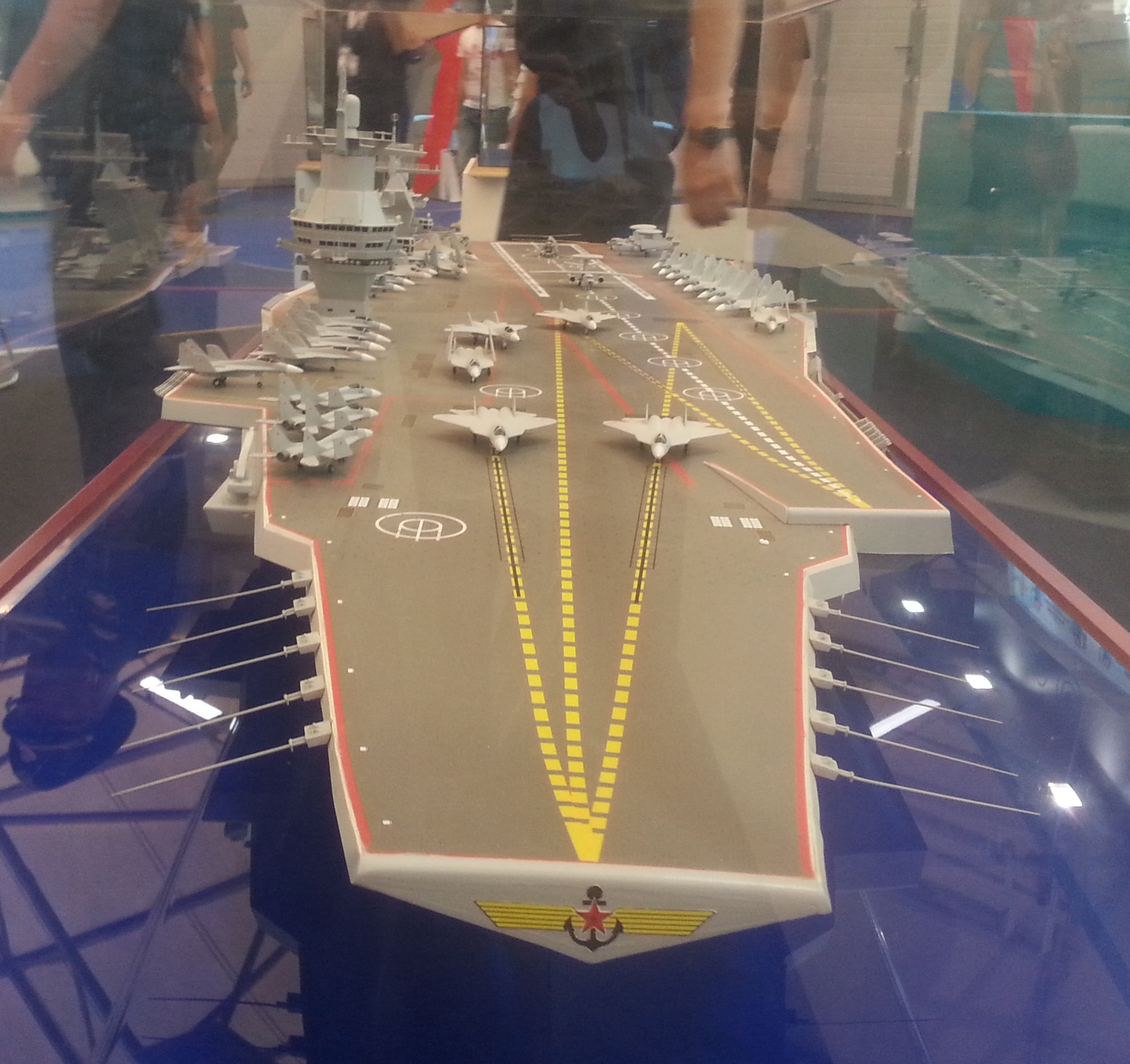
Proyecto 23000E Shtorm

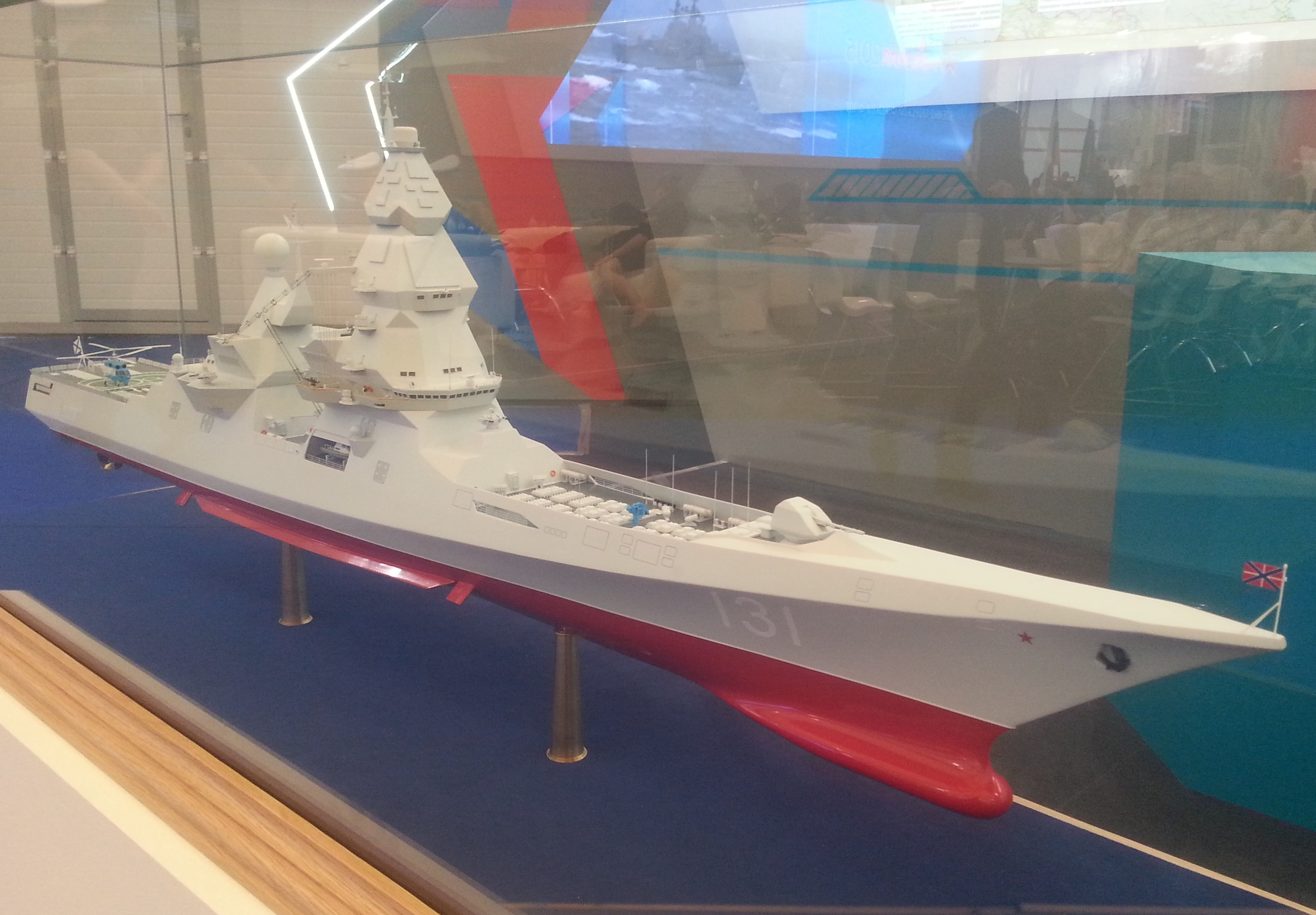
Futuro destructor de Clase Líder

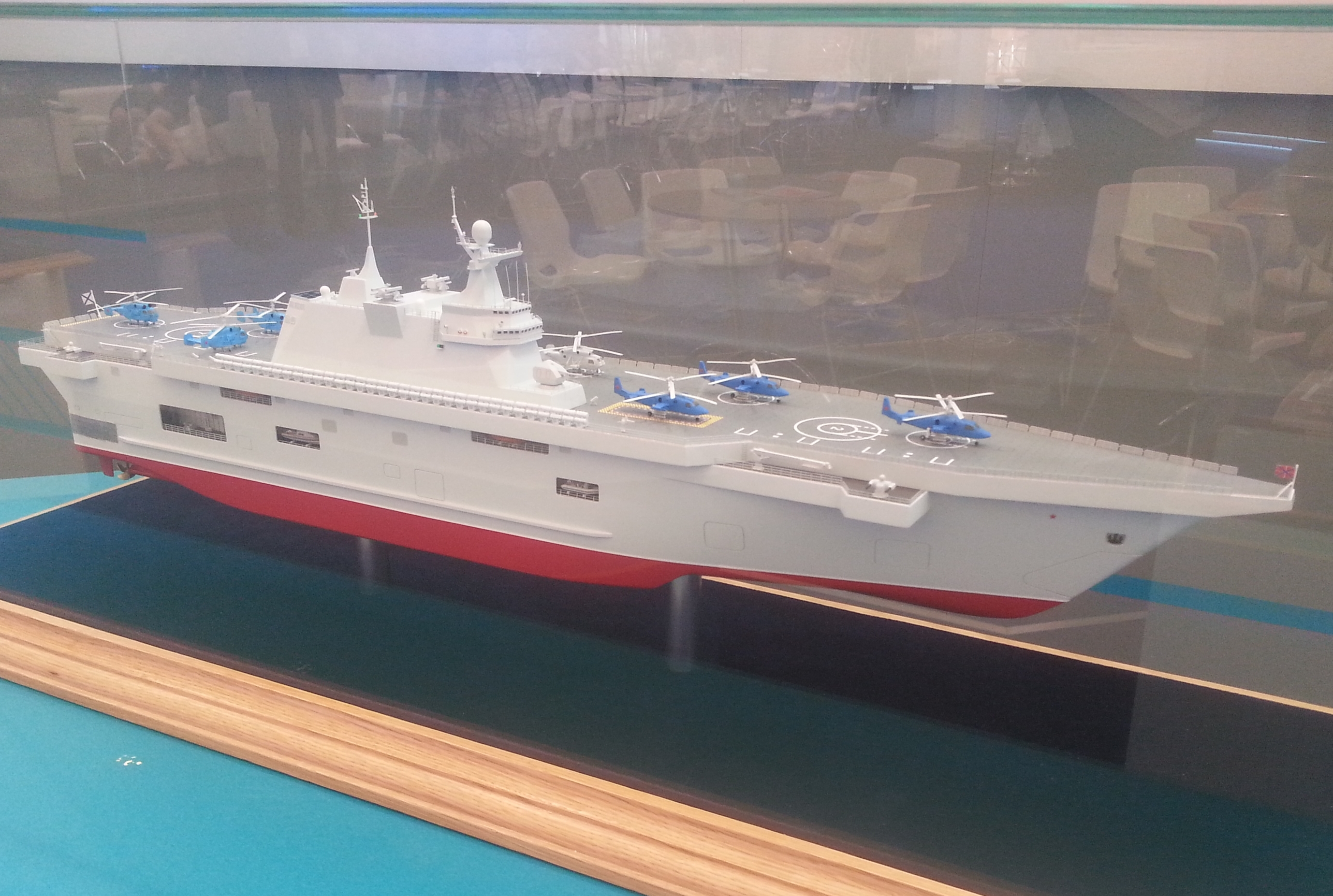
Proyecto 23900, futuro portahelicópteros de Clase Lavina

Recientemente se aprobó un programa de rearme naval, con un presupuesto de 192 160 millones de dólares, de los cuales el 25 % será para construir nuevos barcos en un menor tiempo, como declaró el vice primer ministro Serguéi Ivánov.
El 2 de agosto de 2007, el almirante Vladímir Masorin afirmó que en un plazo de 20 años la Armada rusa será la segunda fuerza combativa mundial, gracias al programa de rearme que inició el gobierno ruso. Se ha contratado la construcción de 40 fragatas por primera vez en 15 años y ya hay planes para construir seis portaaviones a largo plazo del Proyecto 23000E Shtorm. Las clases de barcos previstas son: Destructores de Clase Líder, buques de asalto anfibio de Clase Lavina (Proyecto 23900), corbetas de Clase Derzky, buques patrulleros de Clase Vasili Bíkov.
En 2015, la Armada de Rusia anunció que los destructores de la clase Udaloy serán reacondicionados y mejorados como parte del programa de modernización de la Armada para 2022. Además de reacondicionar sus sistemas de soporte vital y de guerra radioelectrónica, recibirán complejos para disparar misiles de crucero P-800 Ónix y Kalibr. Se extenderá la vida útil de los barcos en 30 años hasta que sean comisionadas suficientes fragatas de la clase Almirante Gorshkov. Las mejoras incluirán el reemplazo de los misiles Rastrub-B Sílex por lanzadores 3S-24 equipados con cuatro contenedores 3S-34 que utilizan el misil antibuque Kh-35 se le añadirá un sistema de lanzamiento vertical de 16 celdas para lanzar misiles de crucero Kalibr o bien los P-800 Ónix de ataque terrestre y antibuque en lugar de uno de los dos cañones AK-100, el otro cañón será reemplazado por el más moderno A-190 de 100mm. Actualmente 2 destructores ya fueron modernizados, el Almirante Levchenko y Mariscal Sháposhnikov.
No obstante, el programa al que más prioridad le ha de la Armada de Rusia es sin duda la modernización de la flota de submarinos, pues en años tan recientes como el 2017 el 70% de los submarinos tenían 20 años o más de servicio; sin embargo la Armada Rusa planea reemplazar a todos estos viejos submarinos principalmente por 3 clases: Los submarinos estratégicos nucleares clase Borey, clase Yasen, y los submarinos diésel de ataque clase Kilo, si el presupuesto militar destinado a la Armada no sufre ningún tipo de recorte significativo se espera que a lo largo de la década del 2020 se incorporen al menos 11 submarinos Borey, 10 Yasen y 12 Kilo.

## Estructura
Los reclutas sirven por periodos de dos años. Hoy en día la armada cuenta con 150,000 marineros.
La Marina de Guerra de Rusia se compone de cuatro flotas y una flotilla:

### Flota del Norte
Establecida en 1933 por la Unión Soviética como la Flotilla del Norte, se considera que la flota desciende indirectamente de la Flotilla del Mar Ártico establecida en 1916 por el Imperio ruso para proteger el Mar Blanco durante la Primera Guerra Mundial . Se convirtió en una flota completa de la Armada Soviética en la década de 1930, y después de recibir la Orden de la Bandera Roja en 1965, se conoció oficialmente como la Flota del Norte de la Bandera Roja hasta 1991,la base principal está en Severomorsk y cuenta con numerosas bases de submarinos en el área de Múrmansk como Západnaya Litsa, Bahía Olenya y Bahía Ura. Es la flota más numerosa de Rusia, sus principales buques como el portaaviones Almirante Kuznetzov y los cruceros nucleares de la clase Kírov están desplegados con esta flota. La lista de unidades activas es la siguiente:
Portaviones: 1
Clase Almirante Kuznetzov: 1

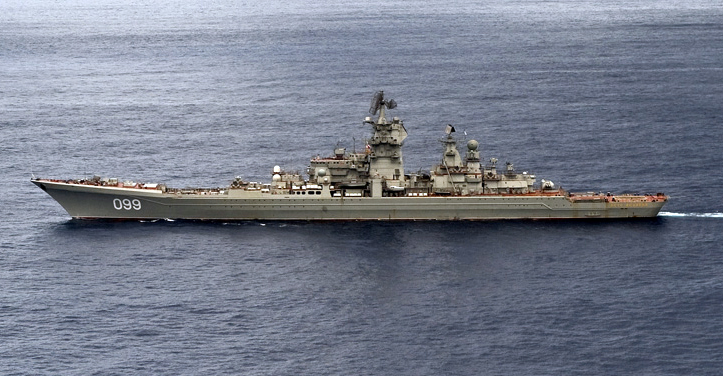
Crucero nuclear Piotr Velikiy (Pedro el Grande), perteneciente a la Flota del Norte

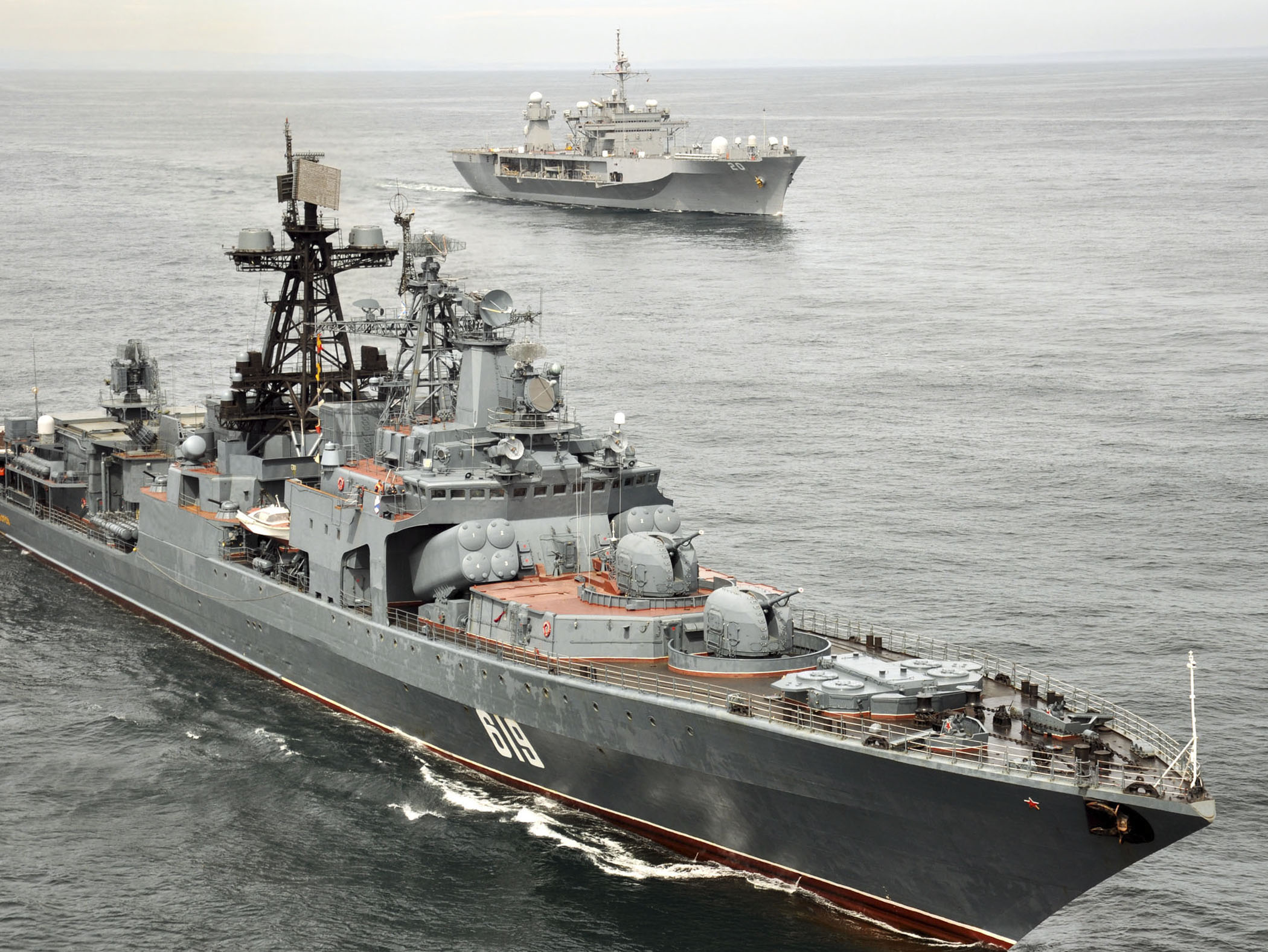
Destructor Severomorsk, de la clase Udaloy.

- Almirante de Flota Sovetskogo Soyuza Kuznetsov

Cruceros: 2
Clase Kírov: 1
- Piotr Velikiy (Pedro el Grande)

Clase Slava: 1
- Almirante Najímov

Destructores: 6
Clase Udaloy: 5
- Vicealmirante Kulakov
- Severomorsk
- Almirante Levchenko
- Almirante Chabanenko

Clase Sovremenny: 1
- Almirante Ushakov

Fragatas: 2
Clase Almirante Gorshkov: 2
- Almirante Gorshkov
- Almirante Kasatonov

Corbetas: 8
Clase Grisha II: 6
- Brest
- Yunga
- Nar`yan-Mar
- Onega
- Monchegorsk
- Snezhnogorsk

Clase Nanuchka: 2
- Aysberg
- Rassvet

Patrulleros: 2
Clase Zhuk: 2
- AK-388
- AK-543

Dragaminas: 9
Clase Gorya: 1
- Gumanenko

Clase Natya: 1
- Mashinist

Clase Sonya: 6
- Polyarny
- Elynya
- Kotelnich
- Solovetskiy yunga
- Kolomna
- Yadrin

Clase Yevgenya: 1
- RT-236

Buques de desembarco: 5
Clase Ivan Gren: 1
- Iván Gren

Clase Ropucha: 4
- Olenegorskiy gornyak
- Kondopoga
- Alexandr Otrakovsky
- Gerogiy Pobedonosets

Lanchas de desembarco: 4
Clase Ondatra: 4
- D-464
- D-148
- D-182
- Nikolay Rubtsov

Submarinos: 34
Clase Kilo: 5
- B-808 Yaroslavl
- B-459 Vladikavkaz
- B-471 Magnitogorsk
- B-177 Lipetsk
- B-800 Kaluga

Clase Lada: 1
- B-585 St. Petersburg

Clase Akula: 6
- K-317 Pantera
- K-461 Volk
- K-328 Leopard
- K-154 Tigr
- K-157 Vepr
- K-335 Guepard

Clase Sierra: 4
- B-239 Karp
- B-276 Kostroma
- B-534 Nizhniy Novgorod
- B-336 Pskov

Clase Victor: 3
- B-138 Obninsk
- B-414 Daniil Moskovskiy
- B-448 Tambov

Clase Delta: 8
- BS-64 Podmoskovye
- BS-136 Orenburg
- K-51 Verkhoturye
- K-84 Ekaterinburg
- K-114 Tula
- K-117 Bryansk
- K-18 Kareliya
- K-407 Novomoskovsk

Clase Oscar: 3
- K-119 Voronezh
- K-410 Smolensk
- K-266 Orel

Clase Typhoon: 1
- TK-208 Dmitriy Donskoy

Clase Yasen: 1
- K-560 Severodvinsk

Clase Borei: 2
- К-535 Yuri Dolgoruki
- K-549 Knyaz Vladimir                                                                                                                                                                                                                                                                                    La Flota del Norte también cuenta con 6 buques espías, 8 submarinos para misiones especiales y otros barcos auxiliares.

### Flota del Pacífico
La Flota del Pacífico fue constituida el 10 de mayo de 1731 como parte de la Armada Imperial Rusa , la flota se conocía como la Flotilla Militar de Okhotsk (1731-1856) y la Flotilla Militar Siberiana (1856-1918), formada para defender los intereses rusos en la región rusa del Lejano Oriente a lo largo de la costa del Pacífico. Su base principal está localizada en Vladivostok y Petropávlovsk-Kamchatsky. La lista de unidades activas es la siguiente:
Cruceros: 1
Clase Slava: 1
- Varyag

Destructores: 6
Clase Udaloy: 4
- Mariscal Sháposhnikov
- Almirante Tributs
- Almirante Vinogradiv
- Almirante Panteleev

Clase Sovremenny: 2
- Burnyy
- Bystryy

Corbetas: 25
Clase Molniya: 11
- R-79
- R-261
- R-297
- R-298
- R-11
- R-14
- R-18
- R-19
- R-20
- R-24
- R-29

Clase Grisha II: 8
- Jolmsk
- MPK-221
- Koreets
- Sovetskaya Gavan
- MPK-107
- Metel
- MPK-82
- Ust Ilimsk

Clase Nanuchka: 4
- Smerch
- Iney
- Moroz
- Razliv

Clase Steregushchy: 2
- Gromkyy
- Sovershennyy

Dragaminas: 11
Clase Natya: 2
- MT-264
- MT-265

Clase Sonya: 7
- BT-100
- BT-325
- BT-114
- BT-232
- BT-245
- BT-256
- BT-215

Clase Yevgenya: 1
- RT-471

Proyecto 12700: 1
- Yakov Balyaev

Buques de desembarco: 5
Clase Ropucha: 3
- Oslyabya
- Almirante Nevelskoy
- Peresvet

Clase Tapír: 1
- Nikolay Vilkov

Clase Ivan Gren: 1
- Vladímir Andréyev (por asignar)

Lanchas de desembarco: 7
Clase Dyugon: 1 
- Ivan Kartcsov

Clase Serna: 4
- D-107
- D-704
- D-70
- D-57

Proyecto 02511: 2
- D-308
- D-2110

Submarinos: 21
Clase Oscar: 5
- K-132 Irkutsk
- K-442 Chelyabinsk
- K-456 Tver
- K-186 Omsk
- K-150 Tomsk

Clase Delta: 1
- K-44 Ryazan`

Clase Akula: 4
- K-391 Bratsk
- K-331 Magadan
- K-419 Kuzbass
- K-295 Samara

Clase Kilo: 9
- B-260 Chita

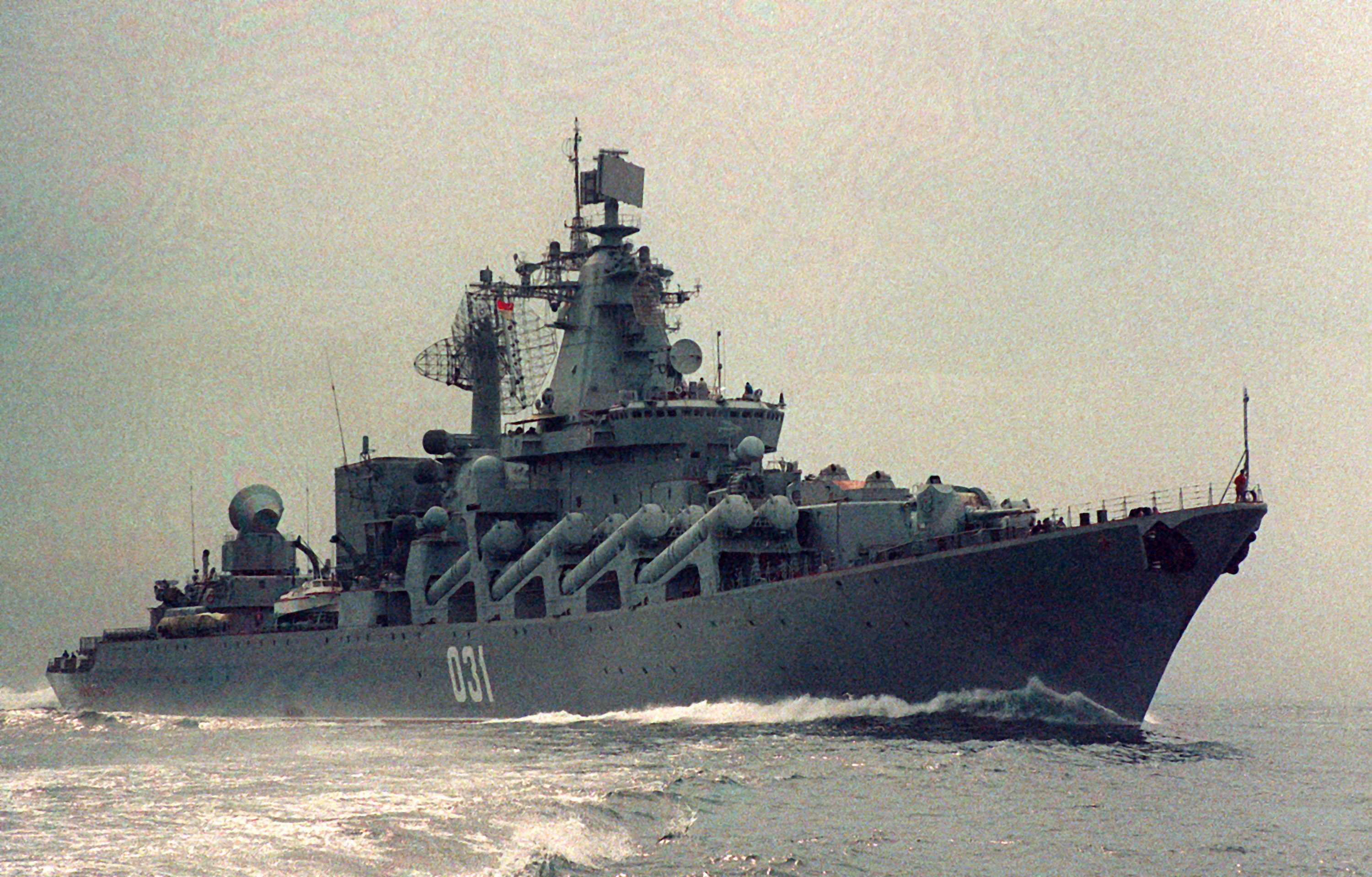
Crucero Varyag, buque insignia de la Flota del Pacífico.

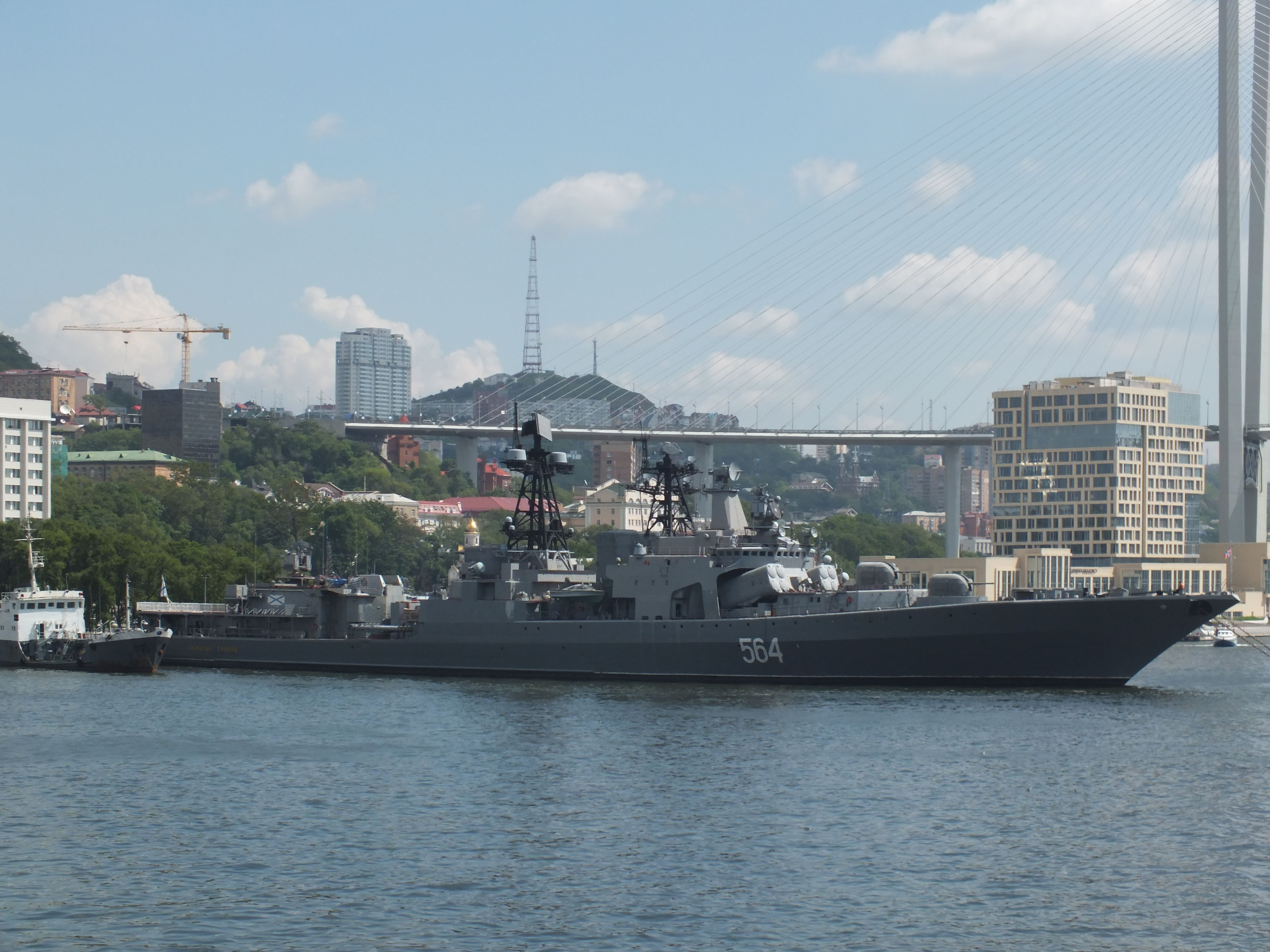
Destructor Almirante Tributs, de la Flota del Pacífico en Vladivostok.

- B-445 Svyatoy Nikolay Chudotvorets
- B-394 Nurlat
- B-464 Ust-Kamchatsk
- B-494 Ust-Bolsheretsk
- B-190 Krasnokamensk
- B-187 Komsomolsk-on-Amur
- B-345 Mogocha
- B-274 Petropavlovsk-Kamchatsky

Clase Borey: 2
- K-550 Alexander Nevsky
- K-551 Vladímir Monomaj

La Flota del Pacífico también incluye 2 buques espías y buques de apoyo logístico.

### Flota del Mar Negro

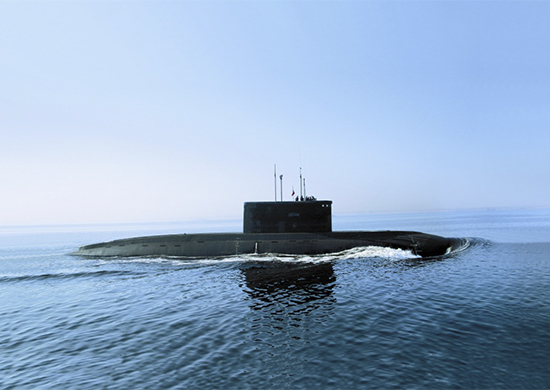
Submarino de ataque clase Kilo B-261 Novorossiysk de la Flota del Mar Negro.

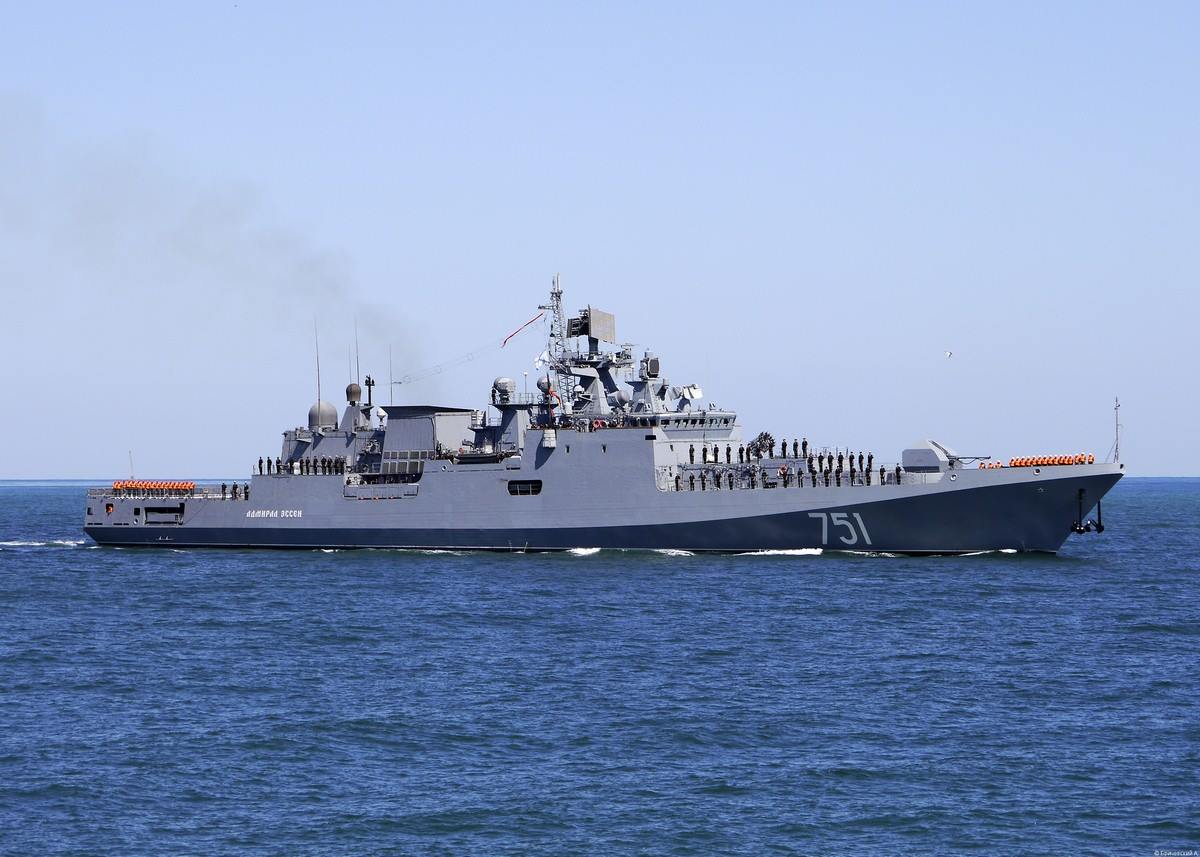
Fragata de la Clase Almirante Grigorovich Almirante Essen de la Flota del Mar Negro.

La flota rastrea su historia hasta su fundación por el Príncipe Potemkin el 13 de mayo de 1783. El SFSR ruso heredó la flota en 1918; Con la fundación de la Unión Soviética en 1922 se convirtió en parte de la Armada Soviética . Tras el colapso de la Unión Soviética en 1991, la Federación Rusa heredó la Flota del Mar Negro y la mayoría de sus buques,su base principal está en Sebastopol, Karantínnaya y la Bahía Strelétskaya. El 14 de abril de 2022, el crucero Moskvá buque insignia de la flota del Mar Negro fue hundido por fuerzas ucranianas , dentro del marco de la guerra rusa-ucraniana.
Fragatas: 5
Clase Krivak: 2
- Ladny
- Pytlivy

Proyecto 11356M Burevéstnik: 3
- Almirante Grigoróvich
- Almirante Essen
- Almirante Makárov

Corbetas: 17
Clase Grisha: 6
- Alexandrovets
- Muromets
- Suzdalets
- Kasimov
- Eysk
- Povorino

Clase Bora: 2
- Bora
- Samum

Clase Buyan: 3
- Ingushetiya
- Vyshniy Volochek
- Orekhovo-Zuevo

Proyecto 1241 Molniya: 5
- R-60
- R-71
- R-109
- Naberezhnye Chelny
- Ivanovets (ex-R-354)

Clase Nanuchka: 1
- Mirazh

Dragaminas: 8
Clase Gorya: 1
- Zheleznyakov

Clase Natya: 7
- Ivan Golubets
- Turbinist
- Kovrovets
- Valentin Pikul
- Vicealmirante Zakhar'in
- Ivan Antonov
- Vladimir Emelyanov

Buques de desembarco:7
Clase Ropucha: 2
- Azov
- Yamal

Clase Tapír: 2
- Orsk
- Nikolay Filchenkov

Clase Ivan Gren: 1
- Piotr Morgunov

Lanchas de desembarco: 6
Clase Serna: 2 
- D-144
- D-199

Clase Ondatra: 2
- D-106
- D-295

Proyecto 02510: 2
- D-296
- D-309

Submarinos: 7
Clase Kilo: 7
- B-871 Alrosa
- B-261 Novorossiysk
- B-262 Stary Oskol
- B-237 Rostov del Don
- B-265 Krasnodar
- B-268 Velikiy Novgorod
- B-271 Kolpino

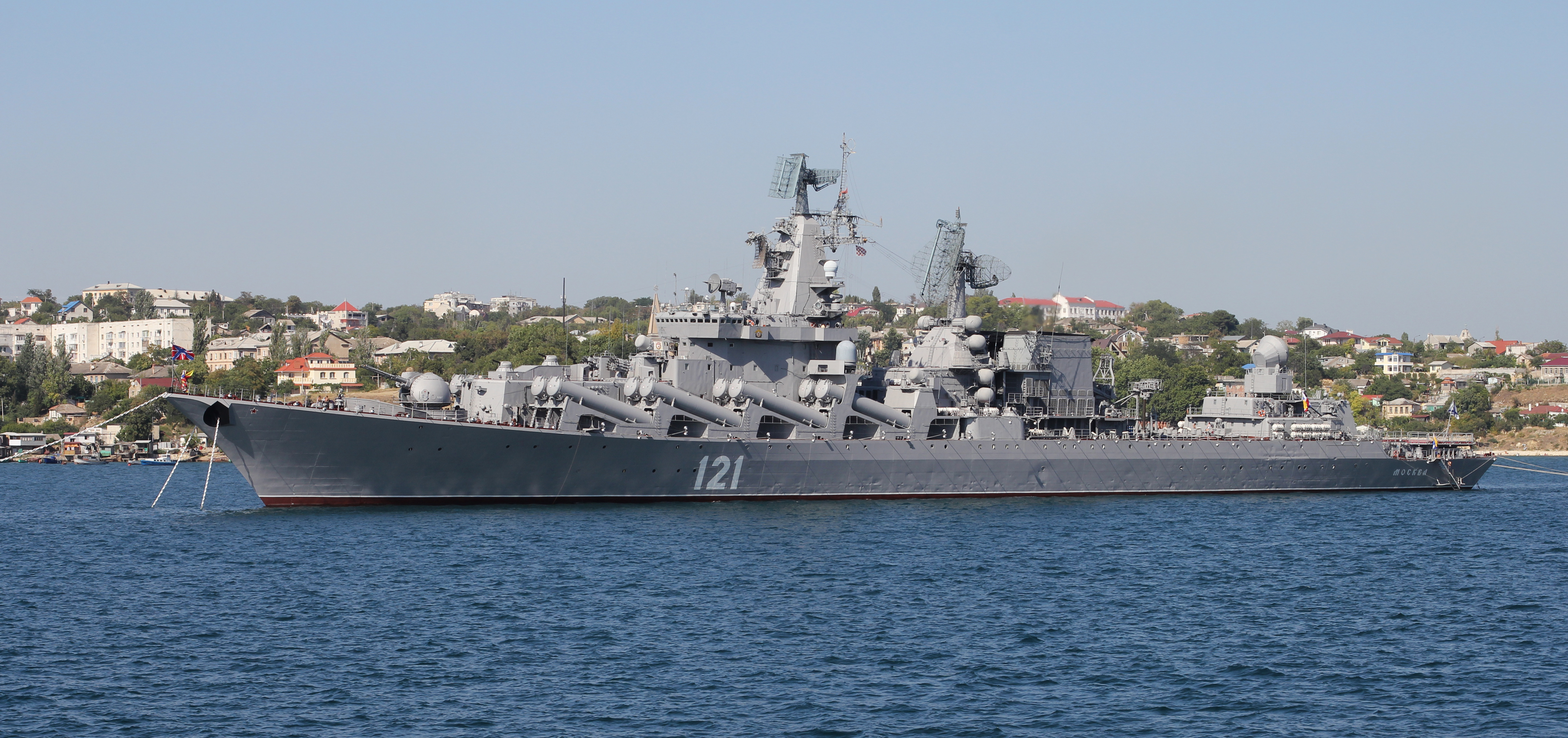
Crucero clase Slava Moskva, antiguo buque insignia de la Flota del Mar Negro

La Flota del Mar Negro también cuenta con 4 buques espías y buques de apoyo logístico.

### Flota del Báltico
Establecida el 18 de mayo de 1703, bajo el zar Pedro el Grande como parte de la Armada Imperial Rusa, la Flota Báltica es la formación de la Armada rusa más antigua. En 1918 la flota fue heredada por la SFSR de Rusia y luego por la Unión Soviética en 1922, donde finalmente se la conoció como la Flota Báltica de la Bandera Roja. Tras el colapso de la Unión Soviética en 1991, la Flota Báltica fue heredada por la Federación Rusa y volvió a su nombre original como parte de la Armada rusa. Cuenta con bases en Kronstadt, Baltiysk y Kaliningrado.
Destructores:1
Clase Sovremenny: 1
- Nastoychivyy

Fragatas: 2
Clase Neustrashimy: 2
- Neustrashimy
- Yaroslav Mudry

Corbetas: 22
Clase Molniya: 6
- Kuznetsk
- R-257
- Zarechny
- Dimitrovograd
- Morshansk
- Chuvashiya

Clase Parchim: 6
- MPK-192
- Kazanets
- Zelenodolsk
- Aleksin
- Kabardino-Balkaria
- Kalmykiya

Clase Steregushchiy: 4 
- Steregushchy
- Soobrazitelnyy
- Boykiy
- Stoykiy

Clase Nanuchka: 4
- Zyb
- Geyzer
- Passat
- Liven

Clase buyan: 2
- Zeleny Dol
- Serpukhov

Dragaminas: 10
Clase Alexandrit: 1
- Alexander Obukhov

Clase Sonya: 4
- Leonid Sobolev
- Novocheboksarsk
- Sergey Kolbas`ev
- BT-115

Clase Lida: 5
- RT-57
- RT-248
- Vasily Polyakov
- Viktor Sigalov
- Leonid Perepech

Buques de desembarco: 4
Clase Ropucha: 4
- Minsk
- Kaliningrado
- Alexander Shabalin
- Korolev

Lanchas de desembarco:11
Clase Zubr: 2
- Evgeniy Kocheshkov
- Mordoviya

Clase Dyugon: 3
- Denis Davydov
- Leytenant Rimski-Kórsakov
- Michman Lermontov

Clase Serna: 3
- D-67
- Alexey Barinov
- Ivan Pasko

Clase Ondatra: 3
- D-465
- D-325
- D-365

Submarinos: 1
Clase Kilo: 1
- B-806 Dmitrov

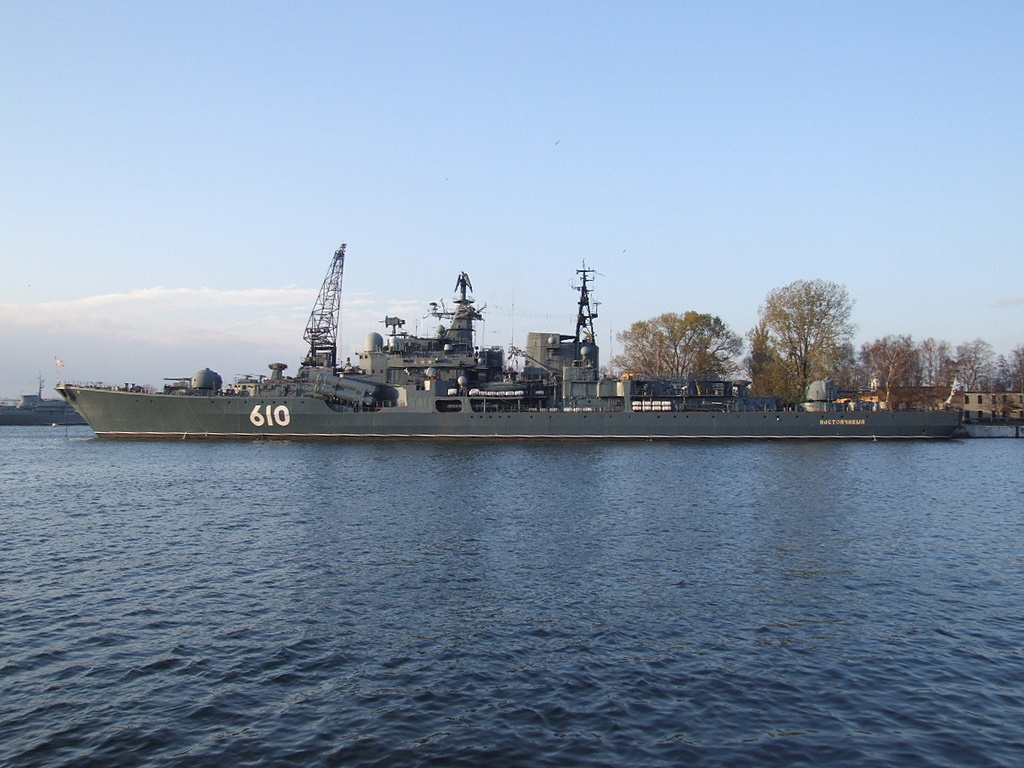
Destructor Nastoychivyy, buque insignia de la Flota del Báltico

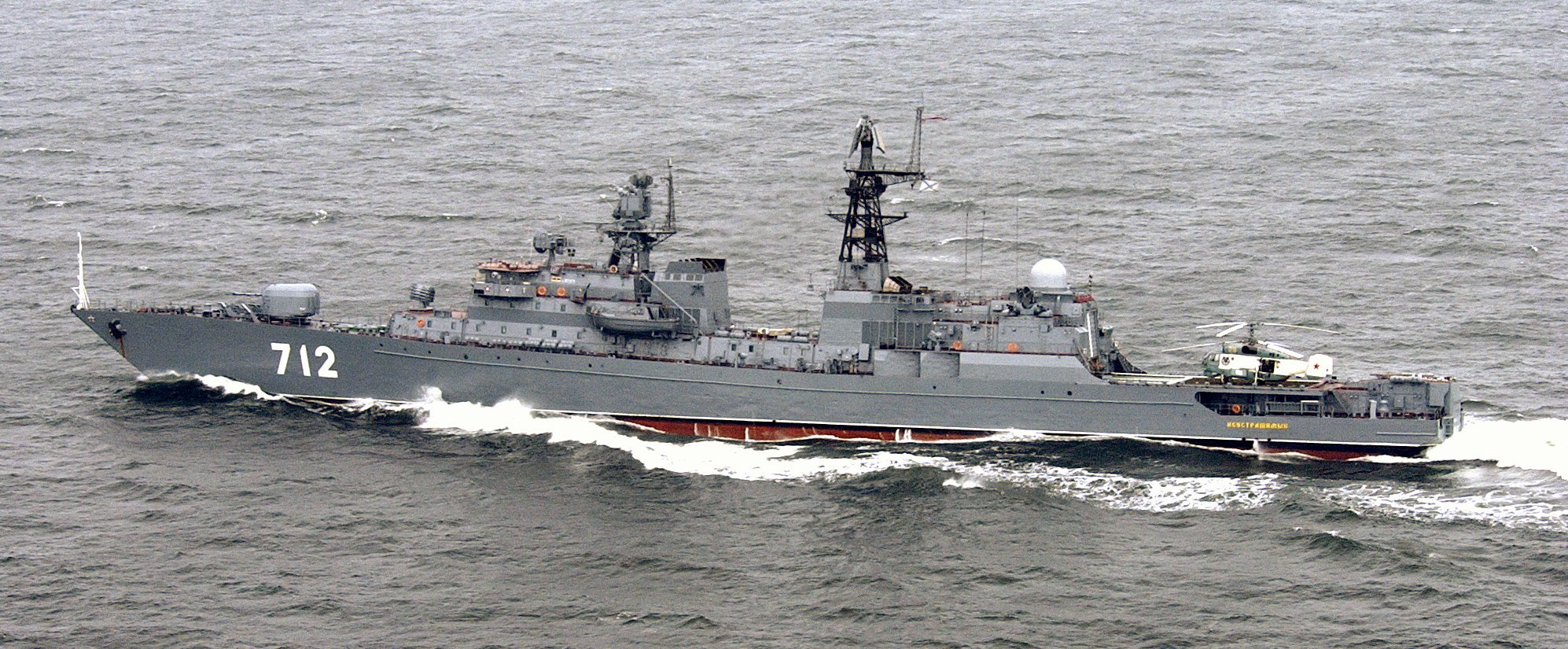
Fragata Neustrashimy.

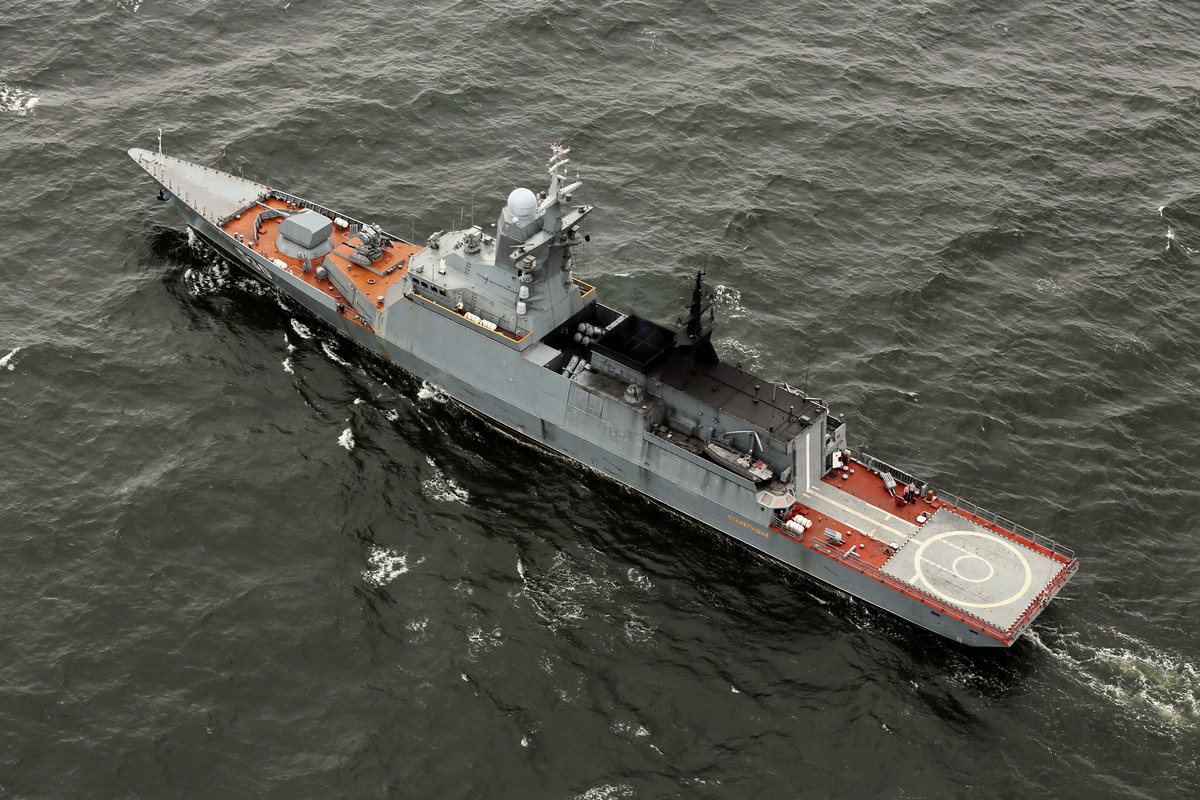
Corbeta rusa Steregushchiy.

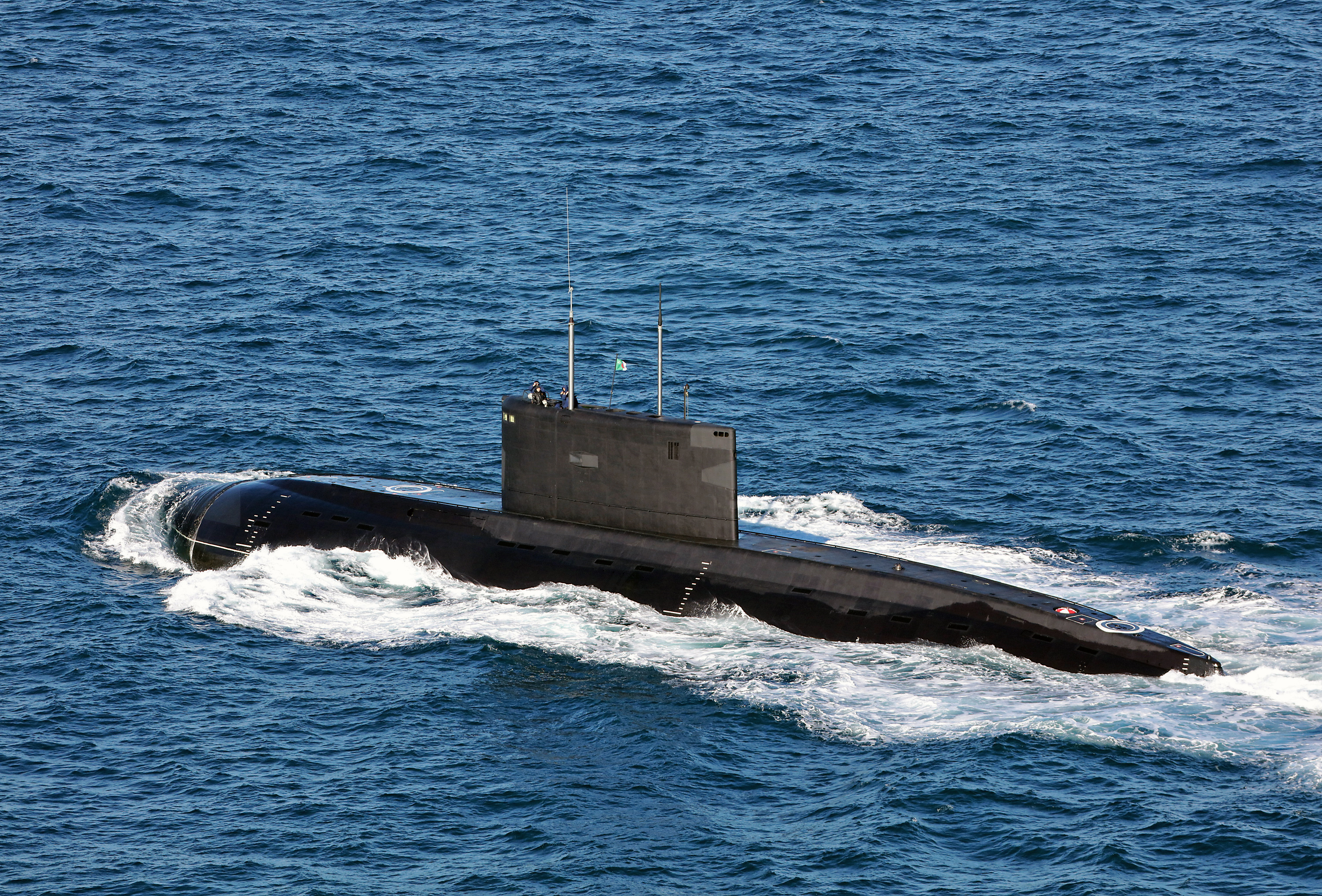
Un submarino clase Kilo cruzando el Canal de la Mancha

La Flota del Báltico también cuenta con 4 buques espías y buques de apoyo logístico.

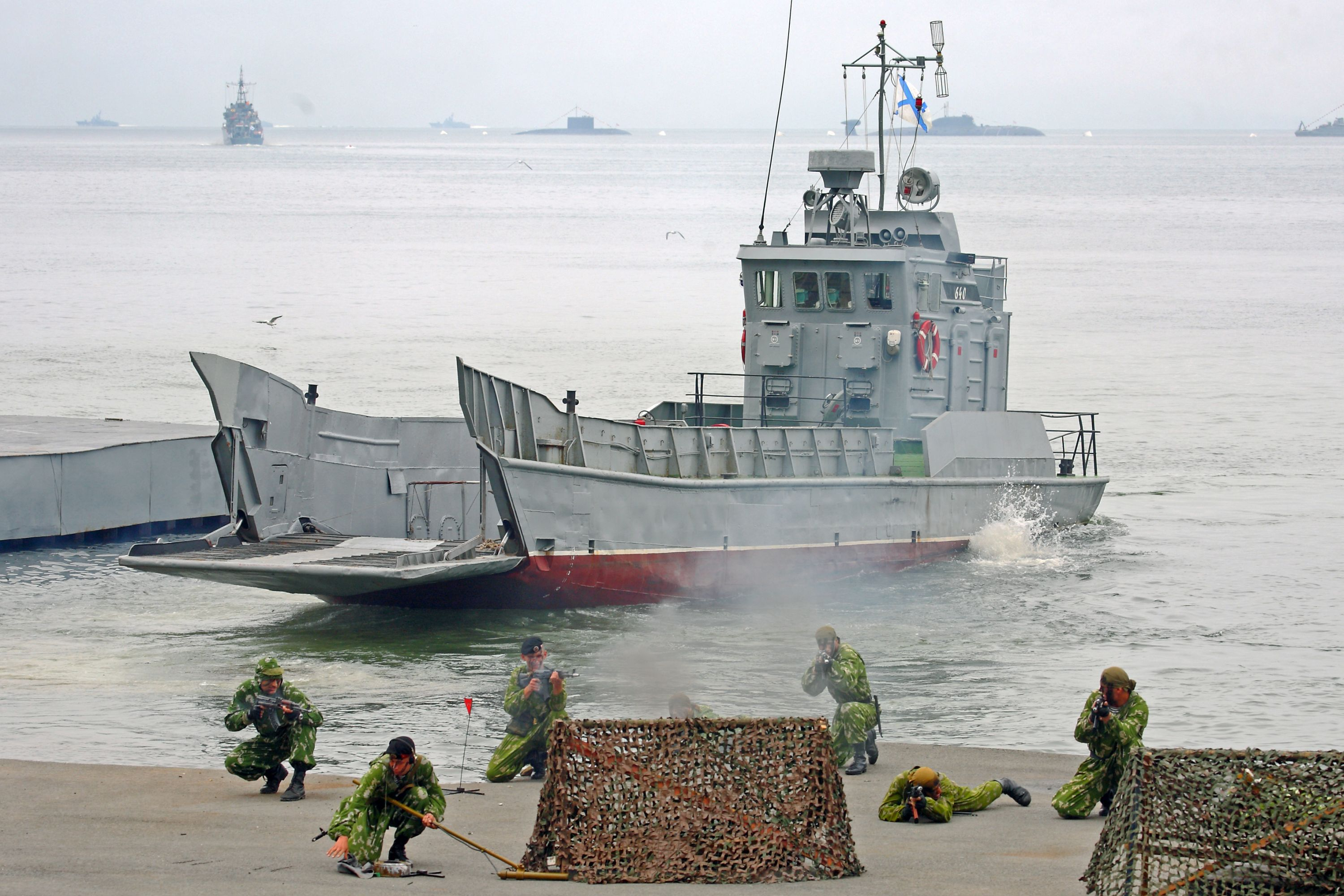
Lancha de desembarco clase Ondatra desembarcando marines durante un entrenamiento.

### Flotilla del Caspio
Establecida el 4 de noviembre de 1722 por orden del zar Pedro el Grande como parte de la Armada imperial rusa, la Flotilla del Caspio es la flotilla militar más antigua de la Armada rusa. En 1918, la flota fue heredada del SFSR ruso y luego por la Unión Soviética en 1922, donde formó parte de la Armada Soviética y recibió la Orden de la Bandera Roja en 1945. Tras el colapso de la Unión Soviética en 1991, la Flotilla del Caspio y la mayoría de sus buques fueron heredados por la Federación Rusa .La Flotilla del Caspio,cuenta con bases en Astracán y Majachkalá.
Fragatas: 2
Clase Gepard: 2
- Tartaristán
- Daguestán

Corbetas: 7
Clase Buyan: 6
- Astracán
- Volgodonsk
- Majachkalá

Buyan-M:
- Grad Sviyazhsk
- Úglich
- Veliki Ústiug
- Zeleny Dol
- Sérpujov
- Vyshni Volochok
- Oréjovo-Zúyevo
- Ingusetia
- Gráivoron
- Grad

Clase Molniya: 1
- Stupinets

Patrulleros:5
Clase Zhuk: 1
- AK-326

Clase Shmel: 4
- AK-223
- AK-248
- AK-201
- AK-209

Dragaminas: 7
Clase Sonya: 2
- German Ugryumov
- Magomed Gadzhiev

Clase Yevgenya: 1
- RT-71

Clase Lidia: 2
- RT-233
- RT-234

Proyecto 697: 2
- RT-59
- RT-181

Lanchas de desembarco: 6
Clase Dyugon: 1
- Ataman Platov

Clase Serna: 4
- D-156
- D-56
- D-131
- D-172

Clase Ondatra: 1
- D-185

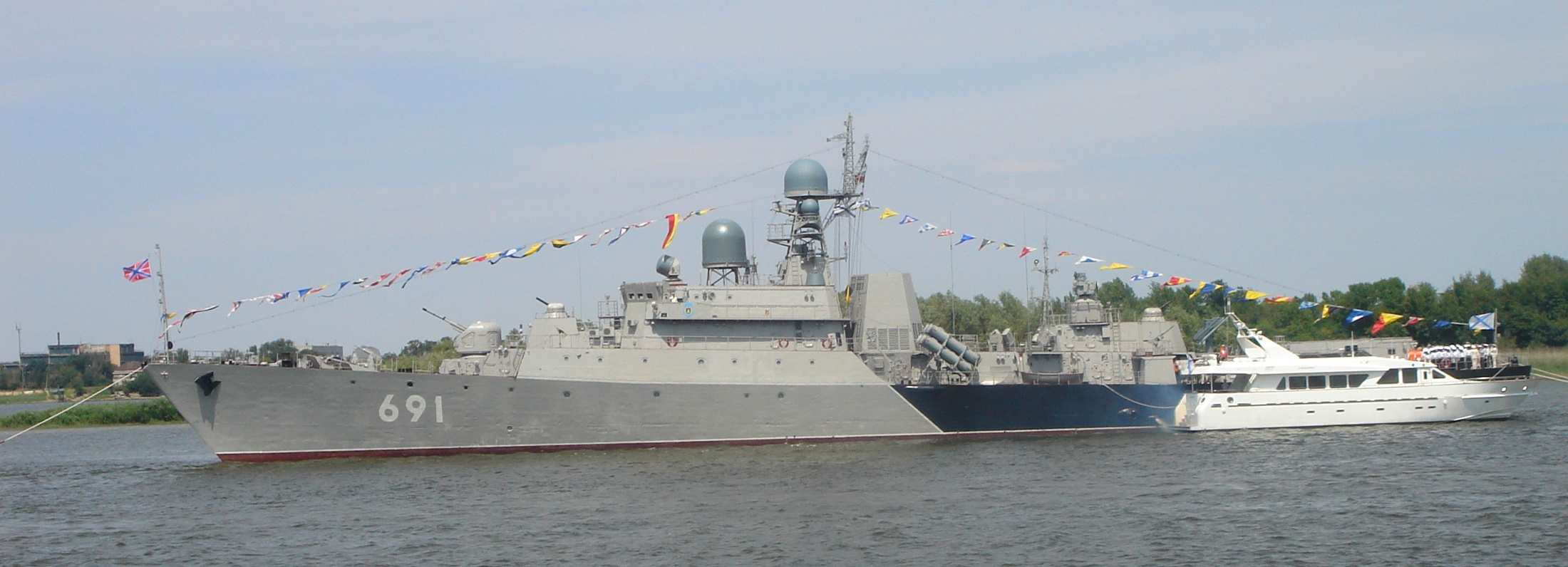
Fragata clase Guepard, Tatarstan, de la Flotilla del Caspio.

La Flotilla del Caspio también cuenta con 5 cañoneras y embarcaciones auxiliares.

## Participación en guerras

### Batalla de la costa de Abjasia
En 2008 durante la guerra ruso-georgiana, la Armada rusa impuso un bloqueo naval a Georgia, en el cual participaron 10 buques de la Flota del Mar Negro liderados por el crucero "Moskva" (121) de clase Slava, en este marco fuerzas navales rusas de la Flota del Mar Negro se enfrentaron a un destacamento naval de la Armada de Georgia la cual en un intento por romper el bloqueo naval impuesto por Rusia el 9 de agosto envió un contingente de 4 lanchas blindadas lanzamisiles
para atacar a los buques rusos que encontraban patrullando las costas de Abjasia, durante la batalla los navíos rusos abrieron fuego con sus cañones y hundieron una de las lanchas misilísticas georgianas por lo que las 3 lanchas sobrevivientes se vieron obligadas a retirarse al puerto de Poti. Esta fue la primera batalla naval de Rusia desde que finalizó la Segunda Guerra Mundial en 1945.

### Intervención militar rusa en la guerra civil siria
Desde el inicio de las hostilidades en Siria, Rusia suministró de manera constante a las Fuerzas Armadas de Siria, a través de los puertos de Tartus desde puertos rusos, para está tarea fueron usados los buques de desembarco clase Ropucha y Clase Tapir. Esta ruta de suministros fue conocida como "express sirio", dicho término se acuñó luego de la primera oleada de sanciones de la UE a Siria, que consistía en la revisión de buques que pasen por sus aguas y fueses sospechosos de transportar armamento u otros pertrechos a Siria, estas revisiones debían realizarse con el permiso del propietario del buque. El último incidente relacionado con Rusia ocurrió el 18 de junio de 2012, cuando un carguero ruso que transportaba helicópteros a Siria fue detenido cerca de Escocia, al negarse la revisión fue obligado a volver a Múrmansk, 20 días después, el 8 de julio los buques de desembarco Caesar Kunikov y Nikolay Filchenkov zarparon del puerto de Sebastopol, horas más tarde los buques de desembarco Aleksander Otrakovskiy, Georgiy Pobedonosets y Kondopoga, zarparon del puerto de Severomorsk a Siria ya que los buques militares tenían inmunidad en alta mar, se estima que en 5 años los buques del exprés sirio realizaron 318 trayectos y transportaron 185,500 toneladas de equipamiento militar.
El 7 de octubre de 2015, buques de guerra rusos lanzaron 26 misiles contra 11 objetivos del Estado Islámico en Siria desde navíos en las aguas del mar Caspio, a 1500 km de sus objetivos. El 20 de noviembre de 2015, Rusia recurrió nuevamente a bombardeos desde la flotilla del Caspio, lanzando 18 misiles de crucero contra seis objetivos de Daesh en las gobernaciones de Raqqa, Idleb y Aleppo.

### Invasión rusa de Ucrania de 2022
El Moskvá fue hundido por un ataque ucraniano en el Mar Negro el 14 de abril de 2022 y el Almirante Makarov fue dañado por otro ataque ucraniano el 29 de octubre de 2022.

## Galería

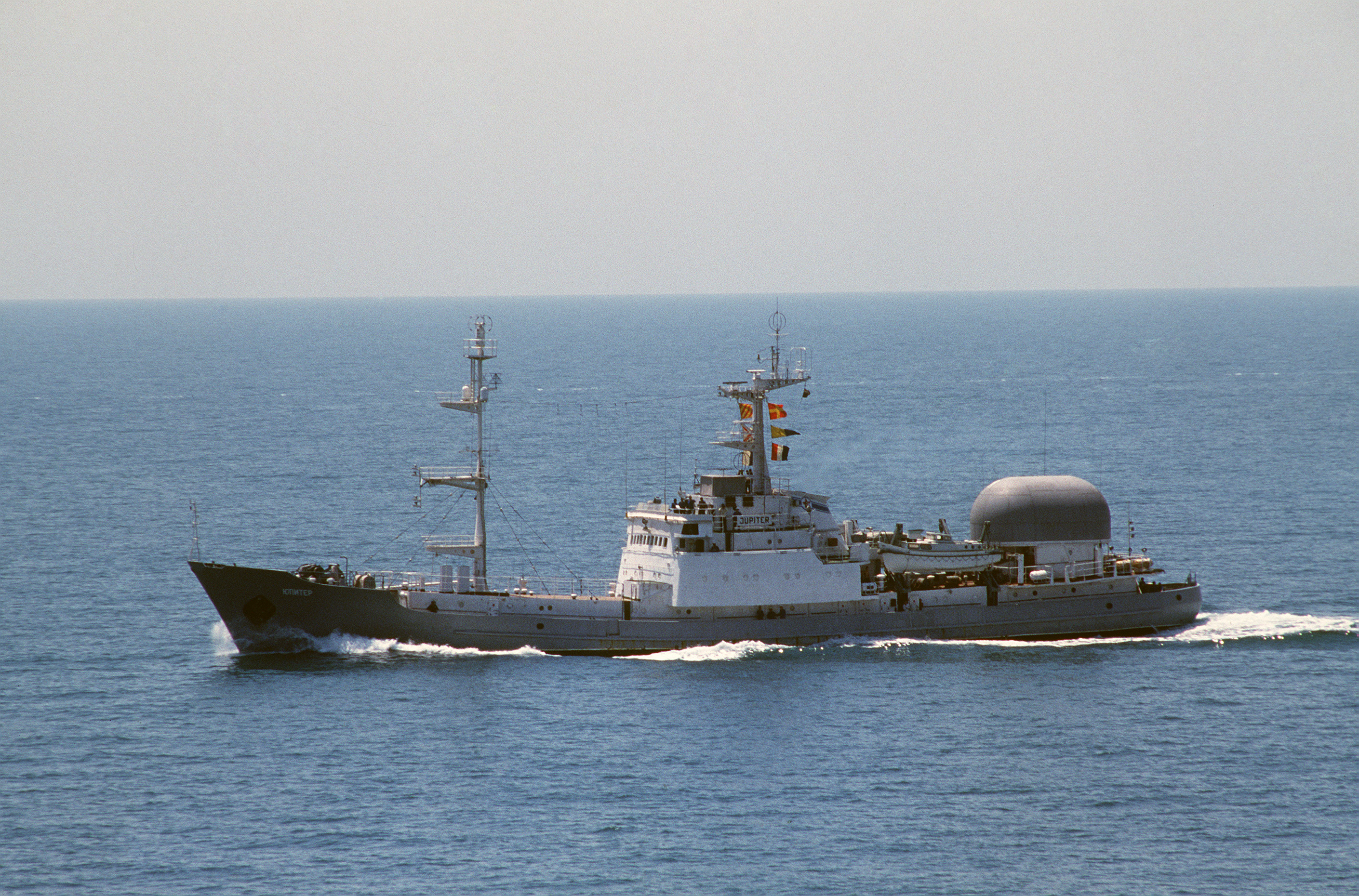
Un barco espía de la Armada de Rusia
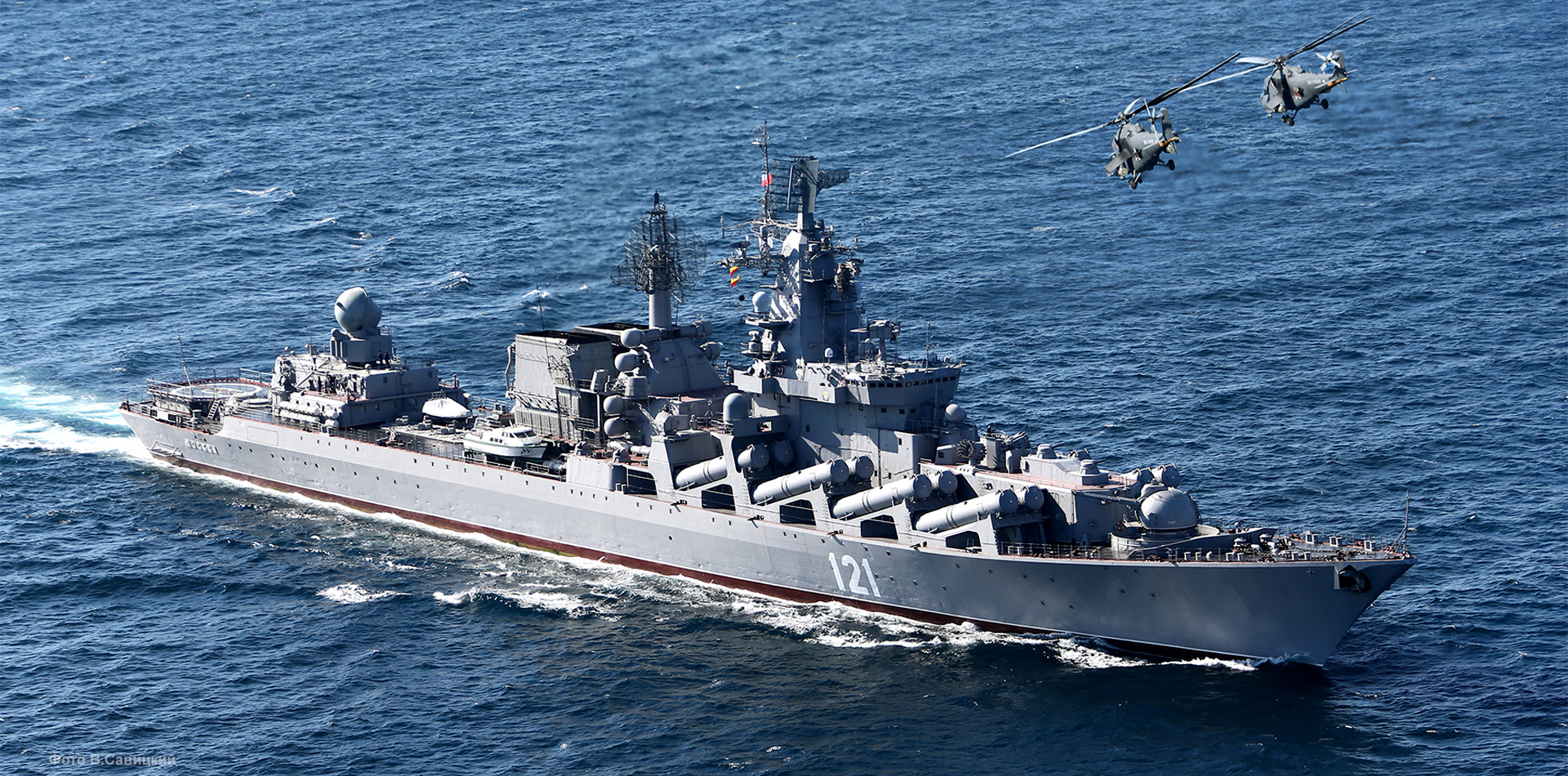
Crucero "Moskva" (121) de clase Slava perteneciente a la Flota del Mar Negro (Hundido)
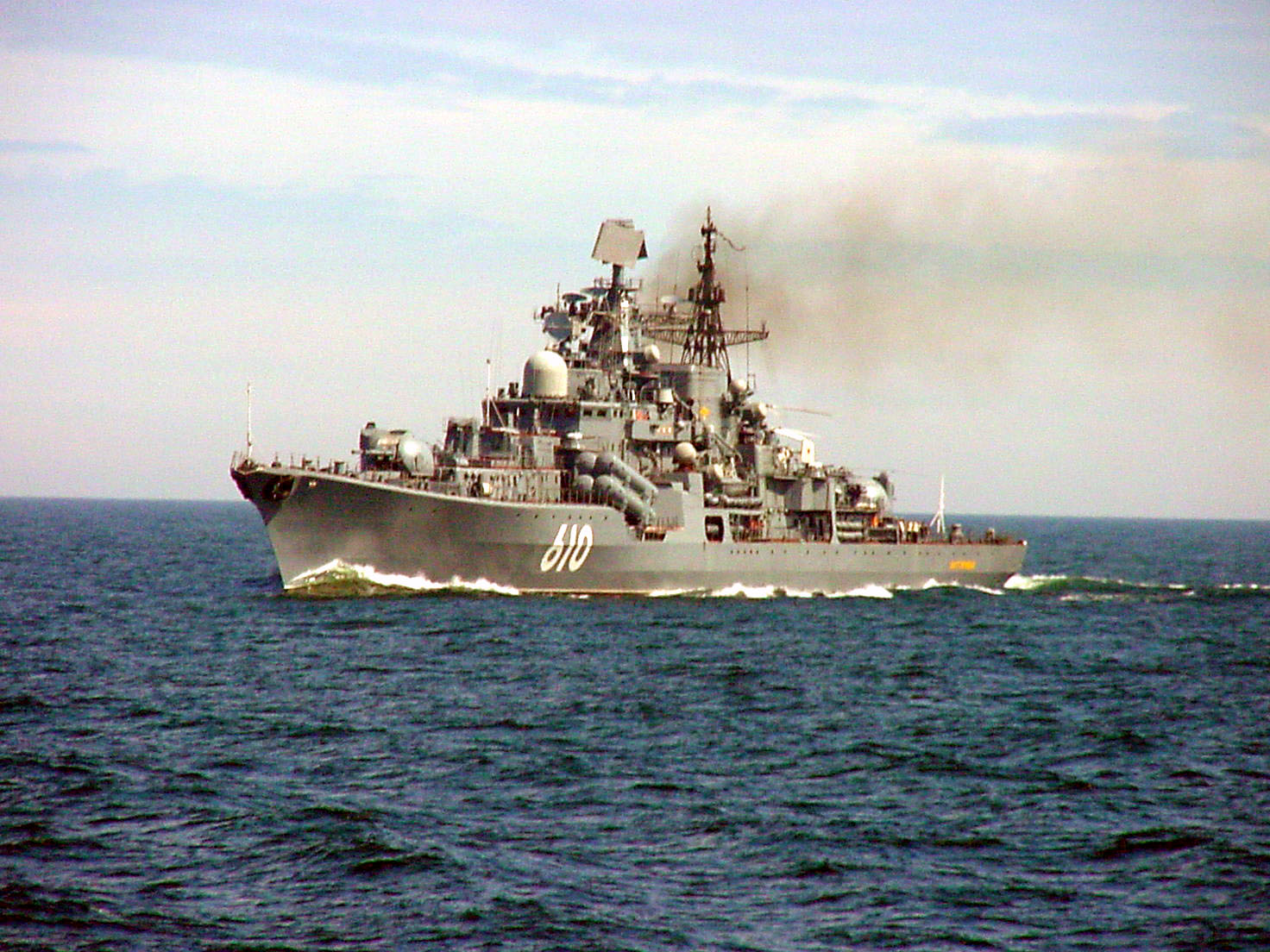
Destructor ruso clase Sovremenny "Nastoychivyy" (610) perteneciente a la Flota del Báltico
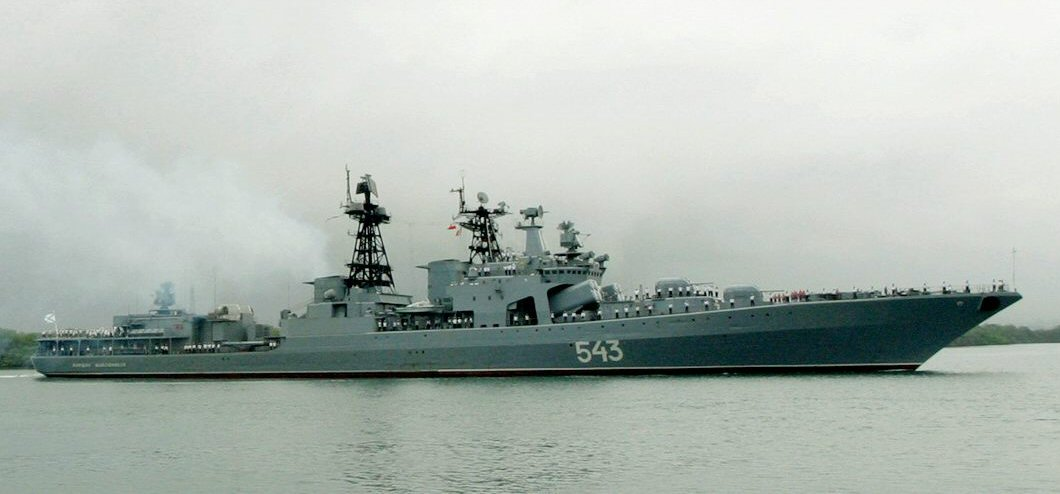
Destructor ruso clase Udaloy "Mariscal Shaposhnikov" (543) transitando el canal de Pearl Harbor
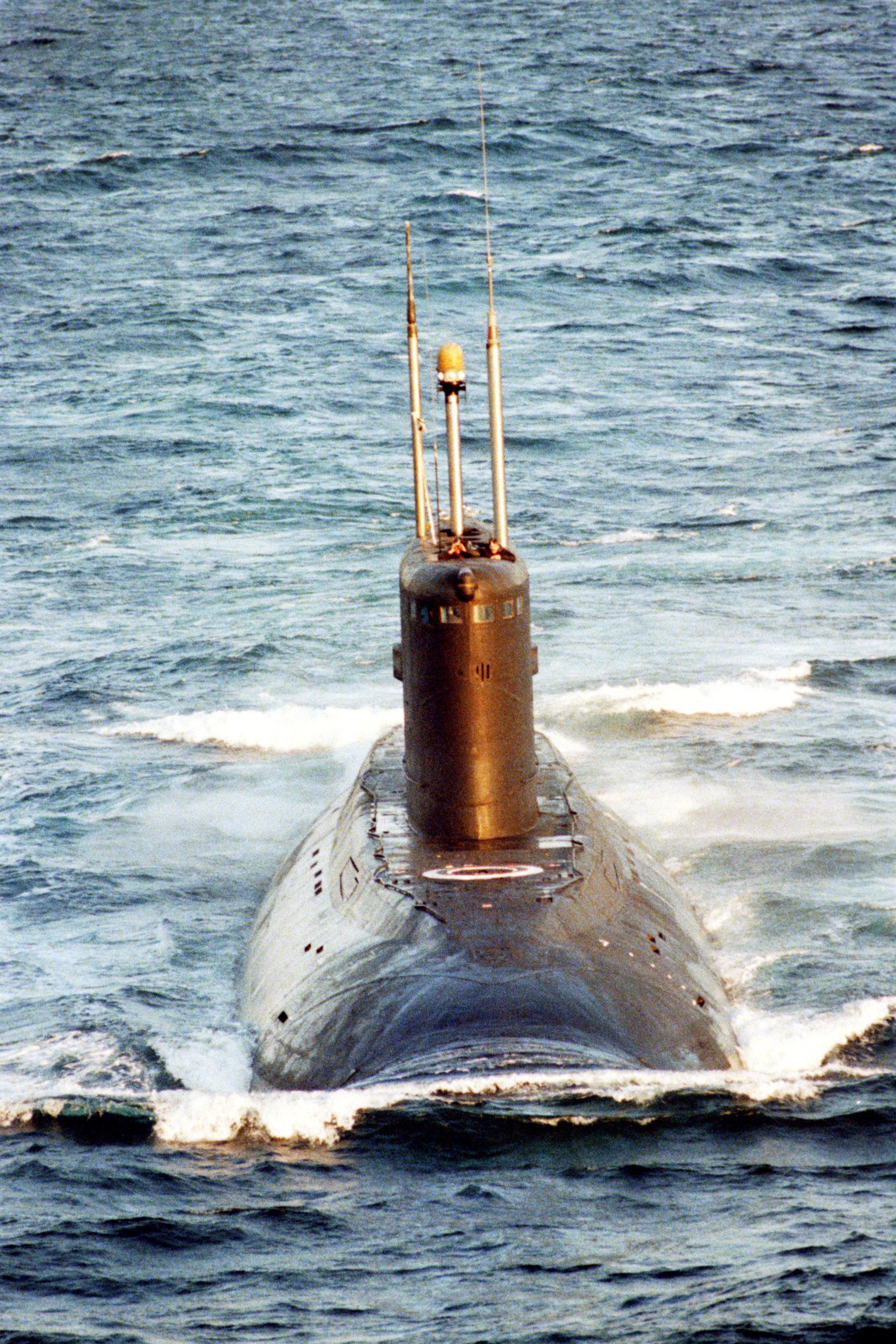
Submarino de ataque ruso clase Kilo perteneciente a la Flota del Norte
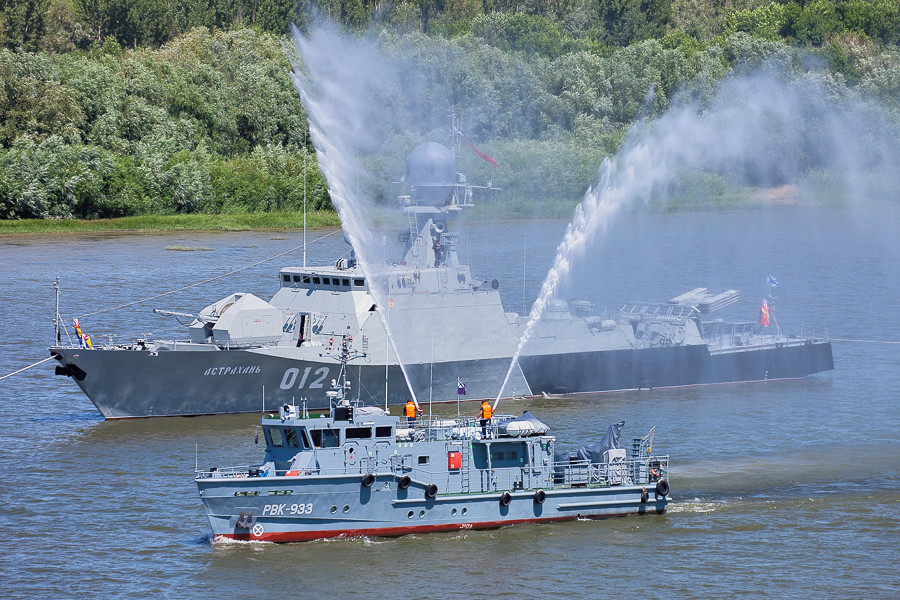
Una corbeta clase Buyan de la Flotilla del Caspio